# Korea történelme

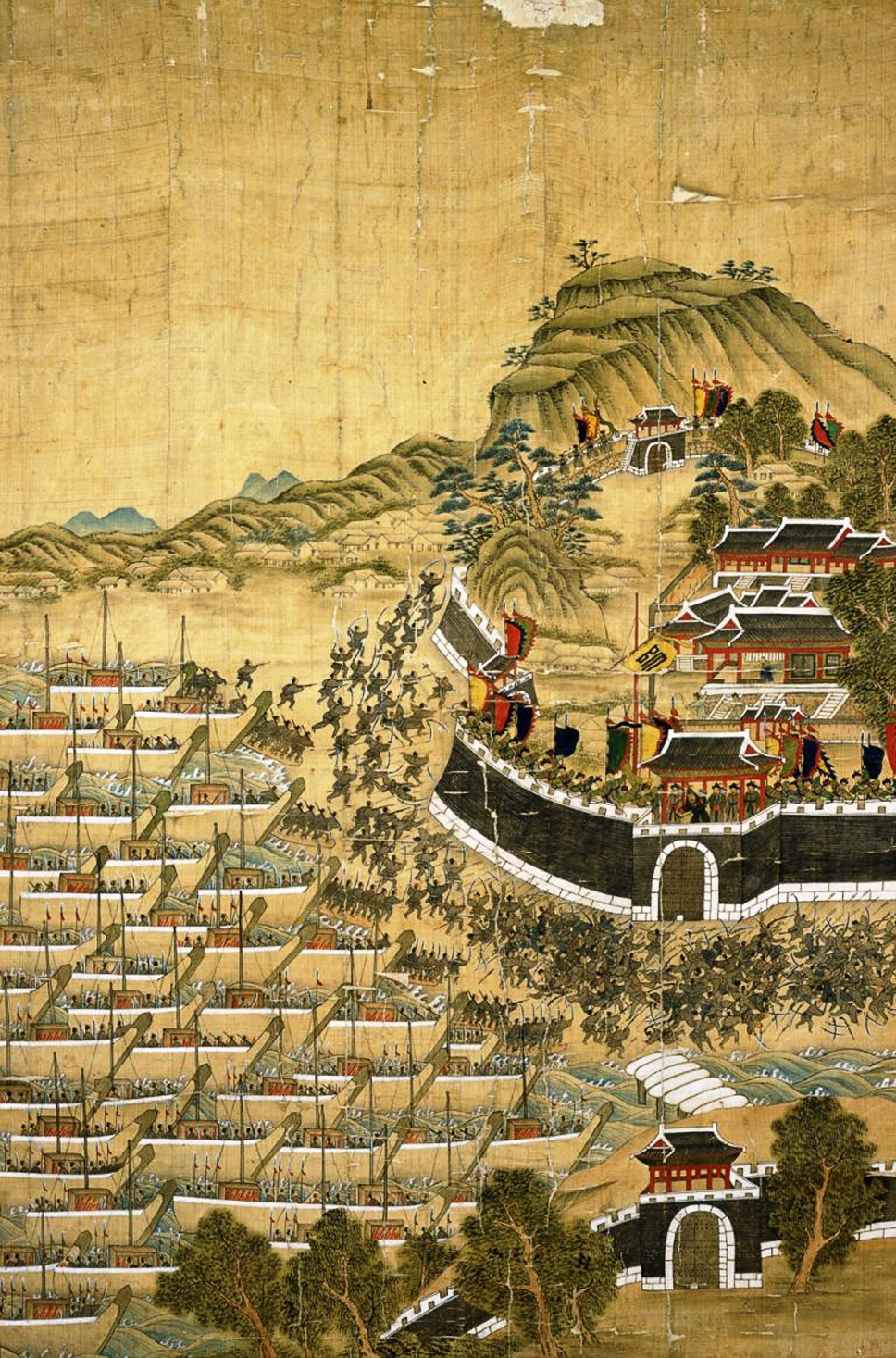
A japán csapatok partraszállása Puszan (Busan)nál a hétéves háború kezdetén, mely Korea történetének egyik legnagyobb háborúja volt

Korea történelmének kezdeti időszaka a legendák homályába vész. A Koreai-félszigetet már 700 000 évvel ezelőtt lakta az ősember. Az első régészeti korszakok, a Csulmun (Julmun)- és Mumun-kor, az i. e. 6000 körül kezdődő neolitikum, a bronzkor i. e. 800-tól és a vaskor i. e. 400-tól számított időszaka alapján lehet csoportosítani a korabeli eseményeket.
A legenda szerint Tangun vanggom (Dangun Wanggeom) volt az első uralkodó, aki i. e. 2333-ban megalapította Kodzsoszon (Gojoseon)t, az első királyságot a térségben. A tényleges megalakulást a történészek az i. e. 12. századra teszik, amikor is Csi-ce (Jizi) (koreaiul Kidzsa (Gija)), egy kínai származású nemes, saját dinasztiát alapított, és királyságát Ó-Csoszon (Joseon)nak (vagy más néven Kidzsa Csoszon (Gija Joseon)nak) nevezte el. Az  i. e. 2. században, Üman (Wiman) által vezetett lázadás során kikiáltották Üman Csoszon (Wiman Joseon)t, ami után az ország területe jelentősen gyarapodni kezdett. Az i. e. 108-ban a kínaiakkal szemben elvesztett háború rövid ideig tartó idegen megszállást is eredményezett.
Folyamatos belharcok jellemezték a területet, számos kisebb állam versengett és háborúzott egymással a hatalomért. Az i. e. 1. században a legerősebbek fennmaradásával kezdődött a három királyság korszaka (i. e. 57–i. sz. 668), amikor is északon Kogurjo (Goguryeo) (i. e. 37 – i. sz. 668), délnyugaton Pekcse (Baekje) (i. e. 18 – i. sz. 660), délkeleten pedig Silla (i. e. 57 – i. sz. 935) terjesztette ki befolyását. Silla – miután a Tang-dinasztiával szövetkezve elfoglalta a szomszédos királyságokat –  i. sz. 668-as egyesítése és Palhe (Balhae) megalakulása a legészakibb részeken megnyitotta az „észak-déli államok korszakát” (698–926).
A 9. század végén az Egyesített Silla három utódállamra oszlott fel (Silla, Hubekcse (Hubaekje) és Thebong (Taebong)), ezt nevezik a „kései három királyság korszakának” (892–936), közben Palhe (Balhae) elesett egy kitaj invázió miatt. A megosztottság végét a Thebong (Taebong)ból kiinduló, Vang-dinasztia által végrehajtott egyesítés jelentette, a rivális államok elfoglalásával és az ellenséges népek visszaszorításával. Ennek során újra létrejött az egységes Korea, Korjo (Goryeo) néven (918–1392).
Korjo (Goryeo) idején több mint száz évig katonai diktatúrák váltották egymást. I Szonggje (Lee Song-gye) tábornok az 1388-as puccs után kezébe vette a hatalmat, és 1392-ben kikiáltotta Csoszon (Joseon)t, amely virágkorát a Nagy Szedzsong (Sejong) (1397–1450) király által bevezetett társadalmi-gazdasági reformok idején élte. Hatalmas zűrzavart okoztak az északi rablótámadások, amit csak tovább fokozott a mongol megszállás (1231–től) és a hűbéri területté válás. 1592-ben kirobbant a japánokkal vívott, hatalmas károkat okozó, véres hétéves háború.
Az újkorban a gyarmatosítás, az inváziók, a gazdasági kizsákmányolás és a világtól való teljes elszigeteltség nehezítették a fejlődést. Az ország sorsát a 19. század végén a Koreai Császárság kikiáltása, az ezt követő japán megszállás a 20. század elejétől egészen a második világháború végéig (1910–1945) és az ideiglenes kormány (1919–1945) felállítása, illetve külpolitikailag az első kínai–japán (1894–1895) és az orosz–japán háború (1904–1905) alapvetően meghatározta.
A nagyhatalmak a háború után a 38. szélességi foknál ideiglenesen két megszállási övezetre osztották a félszigetet (1948), északon szovjet fennhatósággal (Koreai Népi Demokratikus Köztársaság; KNDK), délen amerikai befolyással (Koreai Köztársaság). A hidegháború részeként kirobbanó koreai háború (1950–1953) nem tudta megváltoztatni az erőviszonyokat. Több sikertelen újraegyesítési tárgyalás és kísérlet után a háború hivatalosan még sokáig nem zárult le, hiszen a felek fegyverszünetet kötöttek (ezt az északi fél 2013 tavaszán felmondta), békét nem. Emiatt a koreaiak két országa között ma is igen feszült kapcsolat alakult ki.

## Korea őstörténete

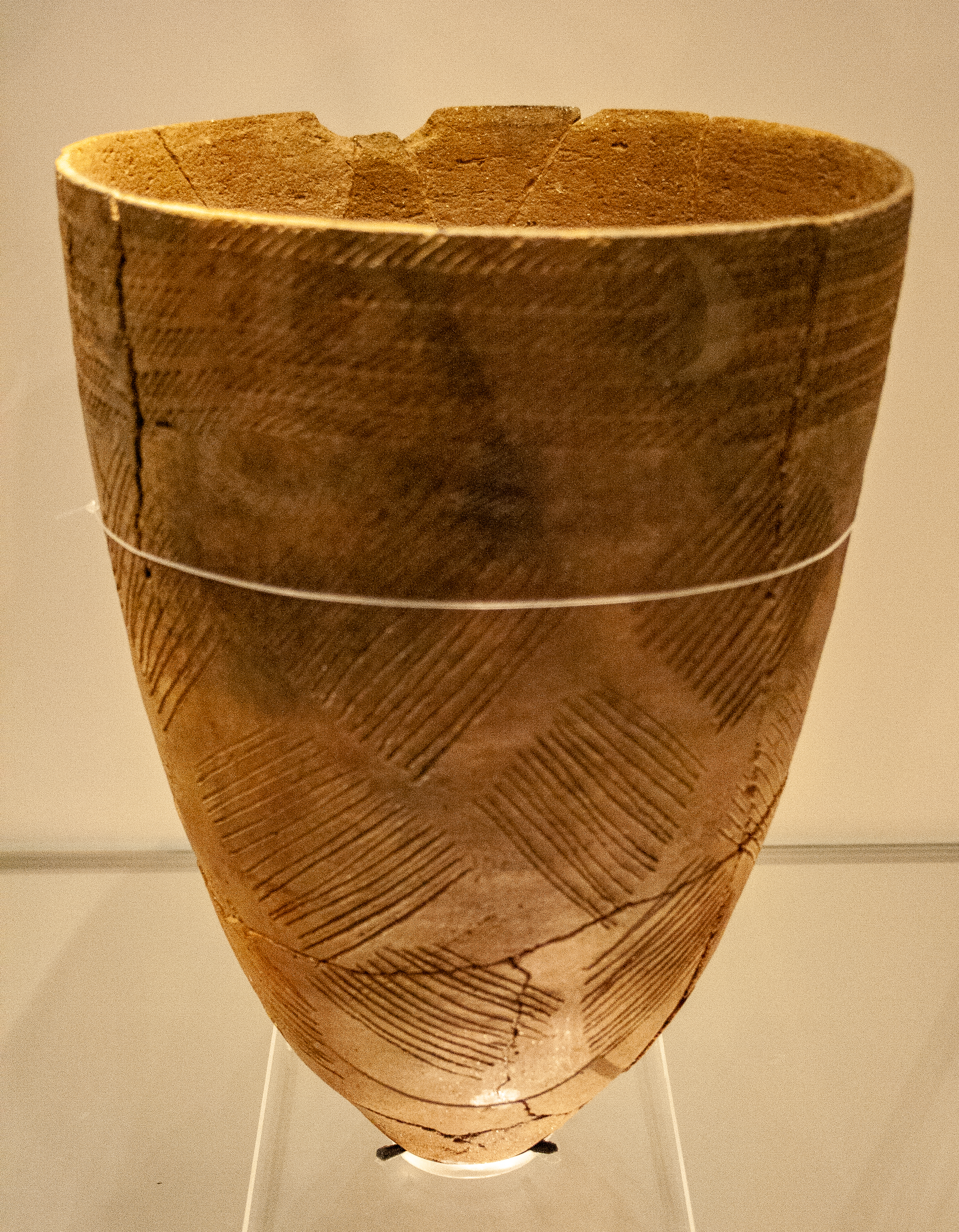
Fésűmintás agyagedény a British Museumban (kb. i. e. 4000)

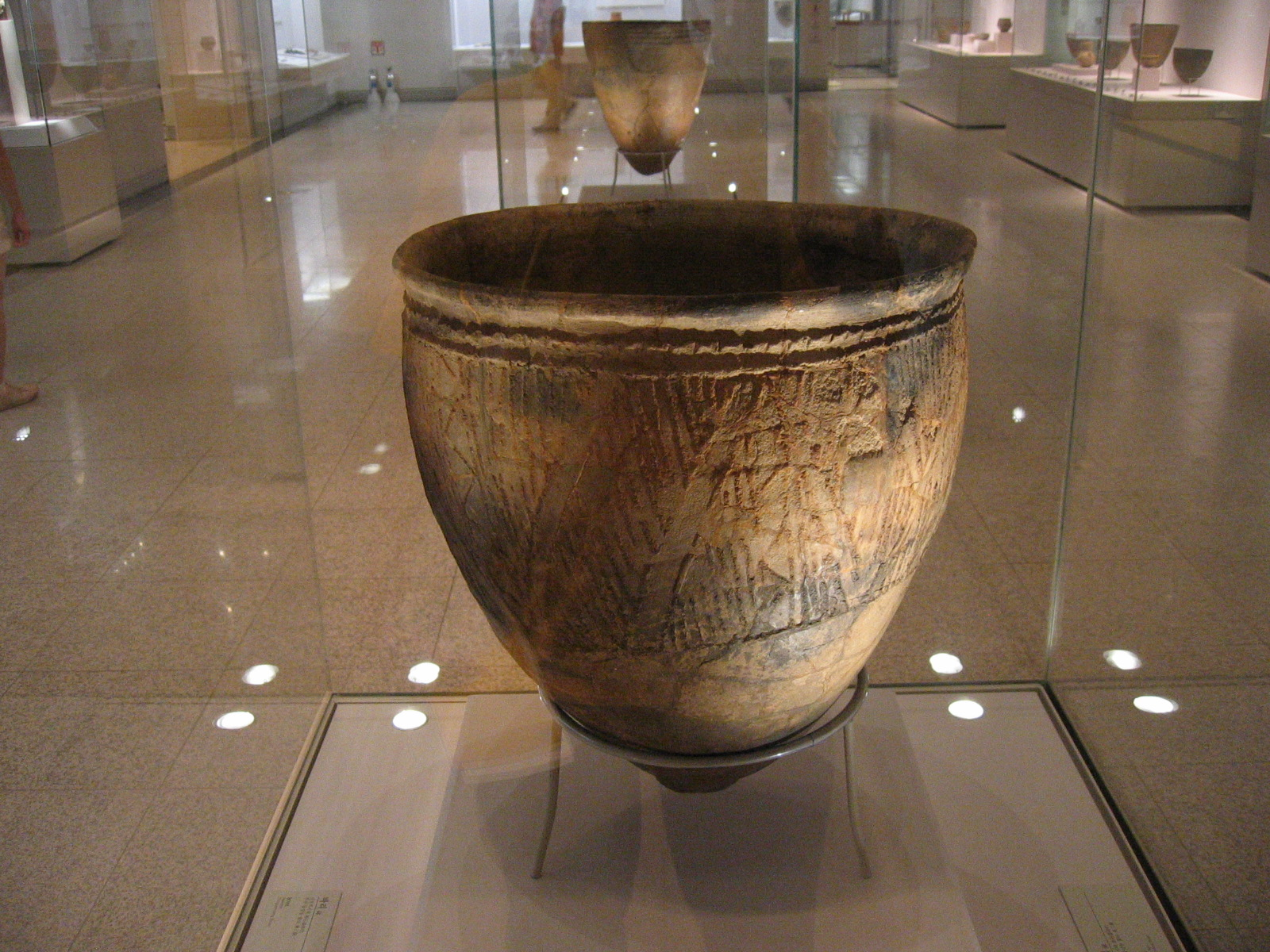
Klasszikus csulmun (jeulmun)-kori széles szájú edény a dél-koreai Nemzeti Múzeumban

A terület benépesedéséről és kezdeti történeleméről keveset lehet tudni. Az ember megjelenése a Koreai-félszigeten hétszázezer évvel ezelőttre, a paleolit (őskő-) korszak végére tehető.
Az első őslakosok valószínűleg Szibéria irányából érkeztek, és vándorlásuk során népesítették be a térséget. Az uralkodó nézet szerint a mai koreaiak azonban nem leszármazottai a félmillió évvel ezelőtt itt élt embereknek.
A koreai őstörténet két nagy szakaszra osztható fel, mindkettő úgynevezett „kerámiakor”, vagyis a kerámiakultúrák alakulása után kapták a nevüket, és ennek fejlődéséhez kötik őket.

### Csulmun kerámiakor
Az első a Csulmun (Jeulmun)-korszak körülbelül i. e. 8000-től (az első kerámiakultúra megjelenésétől) i. e. 2000-ig (az újkőkorszaki kultúrák végéig) terjedő időszak. A csulmun (jeulmun) szó jelentése „fésűmintás”, mivel az edényeket vízszintes vonalakkal díszítették, amelyek úgy néznek ki, mintha fésűvel lennének karcolva. Ezek a legalapvetőbb sajátosságait viselik a Mongóliában és egyes kínai területeken fellelt kerámiáknak. Jellemző volt a vadászat-halászat és a félnomád életmód, félig állandó települések jöttek létre, mint például Szophang (Seophang) (Amsza-tong (Amsa–dong)) vagy Oszan (Osan)-ri. A kezdetleges használati tárgyak kőből és csontból készültek, számos ilyen lelet maradt fenn (például kőfejszék, csiszolt kőszerszámok). Továbbá ekkora tehető az államalapítási legenda történéseinek időpontja is.

### Mumun kerámiakor

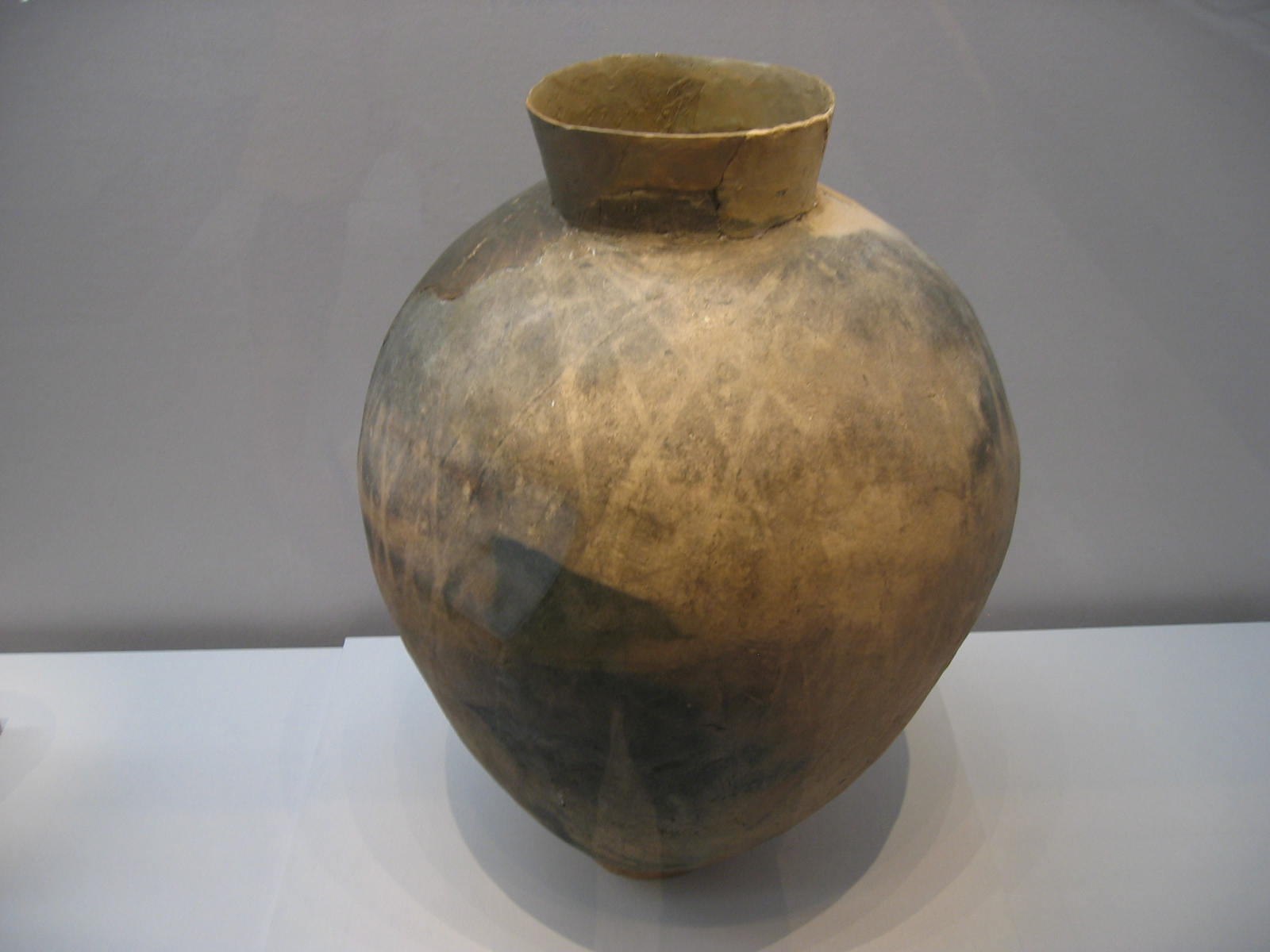
Nagy méretű, tároló edény a Mumun-korból, az i. e. 8. századból

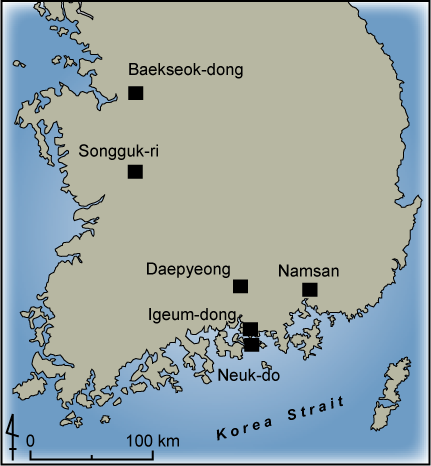
Mumun-kori települések

A régészeti feltárások tanúsága szerint valamikor az i. e. 2000-es években Kínából új kerámiakultúra jelent meg. Ez a Mumun-korszak volt, amely körülbelül i. e. 300-ig tartott. Az ekkoriban, főként agyagból készült edényeket alig, vagy egyáltalán nem díszítették. A települések folyóvizek közelében épültek, jellemző lett a földművelés (például rizstermesztés) is, különösen i. e. 800-tól. Az életmódváltozást a fejlettebb klánstruktúraszerű életvitel kialakulásával lehet jellemezni. A helyi nemzetségek és falvak törzsekbe szerveződtek, melyeket a törzsfőnök vezetett. Az i. e. 2. évezred végi sírok közül sokban találtak bronzból készült tárgyakat, a gazdagabb temetkezési helyekről pedig jáde ékszerek is előkerültek. A távolsági kereskedelem növekvő szerepe és a vaskohászat elterjedése is ez idő tájra tehető. A törzsek vallásának lényege a totemizmus, a sámánizmus és a természetimádás volt. Az időszak végét növekvő konfliktusok, kisebb-nagyobb háborúskodások jellemezték. Ezért számos dombtetőn és magaslaton erődített településeket építettek, földbe vájt, négyszögletű házakkal (umdzsip (eumjib), 움집), amelyek gyakran széles és mély árokkal voltak körülvéve a megfelelő védelem biztosítása érdekében.

## Kodzsoszon(Gojoseon)

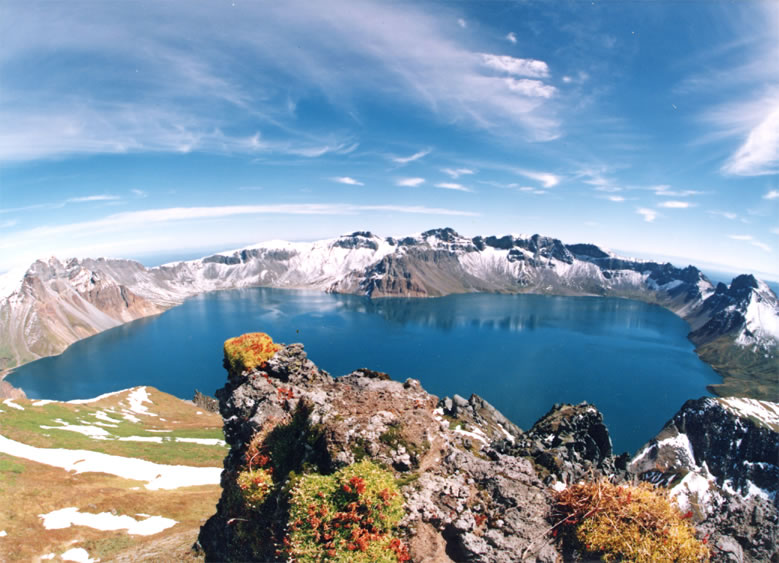
A Mennyei-tó, ahol a legenda szerint Tangun (Dangun) apja leereszkedett a mennyekből. A tó Kína és Észak-Korea határán fekszik

A legenda szerint Kodzsoszont (Gojoseon), az első koreai királyságot egy félig ember, félig isten, Tangun vanggom (단군왕검, Dangun Wanggeom) alapította i. e. 2333-ban, születésének legendáját több dokumentumban is lejegyezték a Korjo (Goryeo)-korban. A koreaiak tőle számítják a nemzet létezését, naptáruk is a születésének időpontját vette 1. évnek. Minden év október 3-án ünneplik a nemzet tanguni (danguni) alapítását.
Kodzsoszon (Gojoseon) a mai Mandzsúria területén, a Koreai-félsziget északi részén és a Liaotung-félszigeten feküdt.

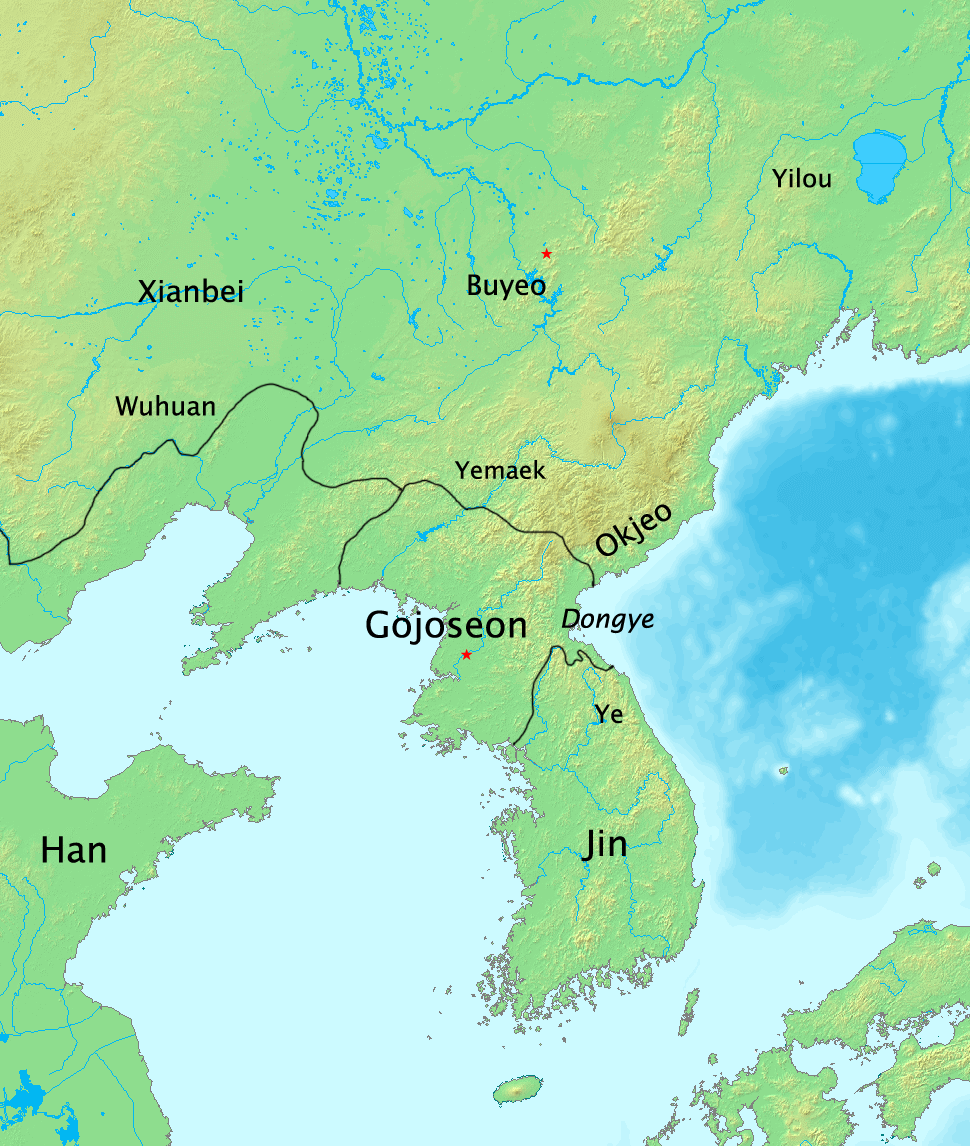
Kodzsoszon (Gojoseon) i. e. 108-ban

Fővárosa valószínűleg a Phenjan közelében lévő Aszadal (Asadal) volt, amely a későbbi terjeszkedés során átkerült a mai Kína területére. Nyelve az előkoreai, vallása a koreai sámánizmus volt.
Az általánosan elfogadott nézet szerint i. e. 1121 körül Csi-ce (箕子, Jizi, koreaiul: Kidzsa), egy kínai származású nemes, hazájában a Sang (Shang)-dinasztia bukása után saját királyságot alapított, amely az Ó-Csoszon (Ó-Joseon) nevet kapta. A 20. században azonban heves támadások érték az elméletet a régészeti bizonyítékok hiánya miatt. Több bíráló szerint a „Kidzsa (Gija)-legenda” csupán a koreai konfuciánusok kitalációja. Az i. e. 4 századra Ó-Csoszon (Joseon) eljutott arra a pontra, hogy neve Kínában is ismertté vált.
A helyileg i. e. 1. évezred közepén kezdődött vaskor számos változást hozott az ország életében. A vas a szomszédos régióknál később, i. e. 300. körül terjedt el Koreában.

### Üman Csoszon(Wiman Joseon)-korszak
I. e. 195-ben egy Üman (위만, Wiman) nevű kínai menekült az akkori uralkodótól, Csun (Jun) királytól azt a feladatot kapta, hogy a nyugati tartomány védelmét irányítsa. Egyre nagyobb katonai hatalomra szert téve i. e. 194 körül csapataival fellázadt és elkergette a királyt. Ekkor kapta az új állam az Üman Csoszon (Wiman Joseon) nevet, fővárosa a Taling (Daling)-folyó vidékén lévő Vanggomszong (Wanggeomseong) (왕검성) lett.
Üman Csoszon terjeszkedésével és egyre növekvő befolyásával az i. e. 2. század közepén már jelentősen gátolta Kína terjeszkedését. Ennek egyik legegyértelműbb jele volt, hogy a kínai források „királyként” utaltak a kodzsoszoni (gojoseoni) uralkodóra. Továbbá független államként nem fizetett hódolati pénzt hatalmas szomszédjának, aki ennek következtében egyre agresszívebb külpolitikát alkalmazott vele szemben.
Vu Ti (Wǔ Dì) kínai császár, a Han-dinasztia uralkodója, a helyzet megoldása érdekében i. e. 109-ben követet küldött Koreába. A tárgyalások sikertelenek voltak, mivel a követ (bizonyos Sö Ho (She He)) megölt egy tábornokot majd elmenekült, bár később elfogták és kivégezték. Következményként hatalmas hadsereg indult meg Üman Csoszon (Wiman Joseon) ellen, amely több mint ötvenezer katonával és hatalmas hajóhaddal az abszolút dominancia megszerzését célozta meg. Az eleinte koreai sikereket hozó csaták tárgyalásokra késztették a feleket, de ezek rövid idő alatt eredménytelenül záródtak.

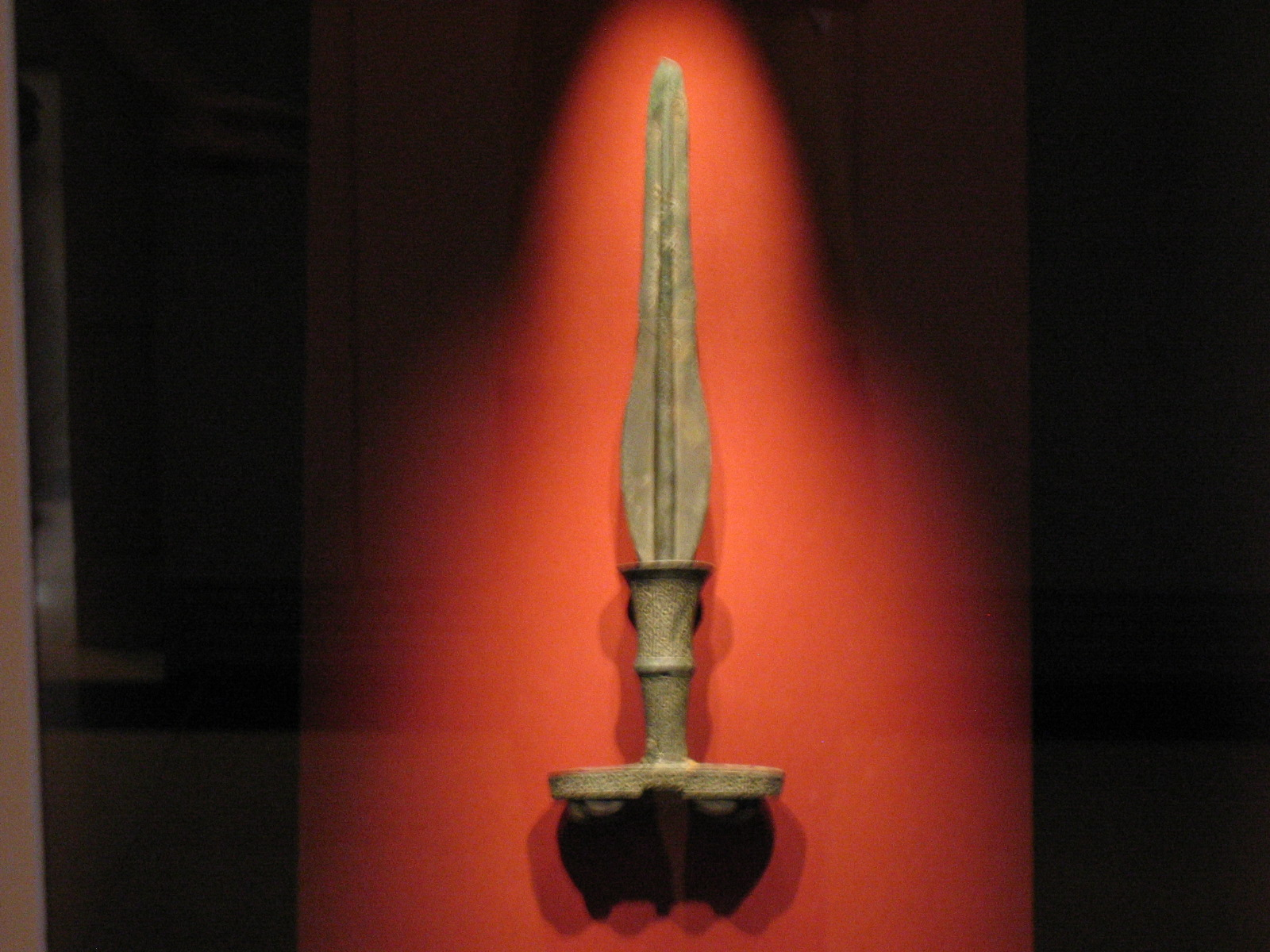
Bronzkori kard Szöulban, a Koreai Nemzeti Múzeumban

A király hónapokig sikeresen védte Vanggomszong (Wanggeomseong) erődjét, azonban i. e. 108-ban, a negyedik holdhónapban megölték, számos hivatalnoka megadta magát és átállt az ellenséghez. Egy befolyásos tisztviselő vette át a parancsnoki teendőket, de az ő halálával a jobb felszereltségű és túlerőben lévő ellenséges csapatok könnyedén felmorzsolták a megmaradt védelmet. A legyőzött Koreában négy kormányzóság jött létre és az északi területek nagy része megszállás alá került.

### Uralkodói
| #                                   | Uralkodó         | Uralkodási évek           | Hangul                                    | Handzsa  | Megjegyzés       |
| ----------------------------------- | ---------------- | ------------------------- | ----------------------------------------- | -------- | ---------------- |
| 1.                                  | Tangun (Dangun ) | i. e. 2333? – ?           | 단군왕검 Tangun vanggom (Dangun Wanggeom) | 檀君王儉 | vitatott személy |
| ?                                   | Kidzsa (Gija)    | i. e. 1122? – i. e. 1082? | 기자                                      | 箕子     | vitatott személy |
| ?                                   | Pu (Bu)          | i. e. ? – ?               | 부왕 Pu vang (Bu Wang)                    | 否王     |                  |
| ?                                   | Csun (Jun)       | i. e. ? – i. e. 194       | 준왕 Csun vang (Jun Wang)                 | 準王     |                  |
| Üman Csoszon (Wiman Joseon)-korszak |                  |                           |                                           |          |                  |
| 1.                                  | Üman (Wiman)     | i. e. 194 – ?             | 위만                                      | 衛滿     |                  |
| 2.                                  | ?                | i. e. ? – ?               |                                           |          | Üman (Wiman) fia |
| 3.                                  | Ugo (Ugeo)       | i. e. ? – 108             | 우거왕 Ugo vang (Ugeo Wang)               | 右渠王   |                  |
| Forrás:                             |                  |                           |                                           |          |                  |

## A három királyság előtti államok

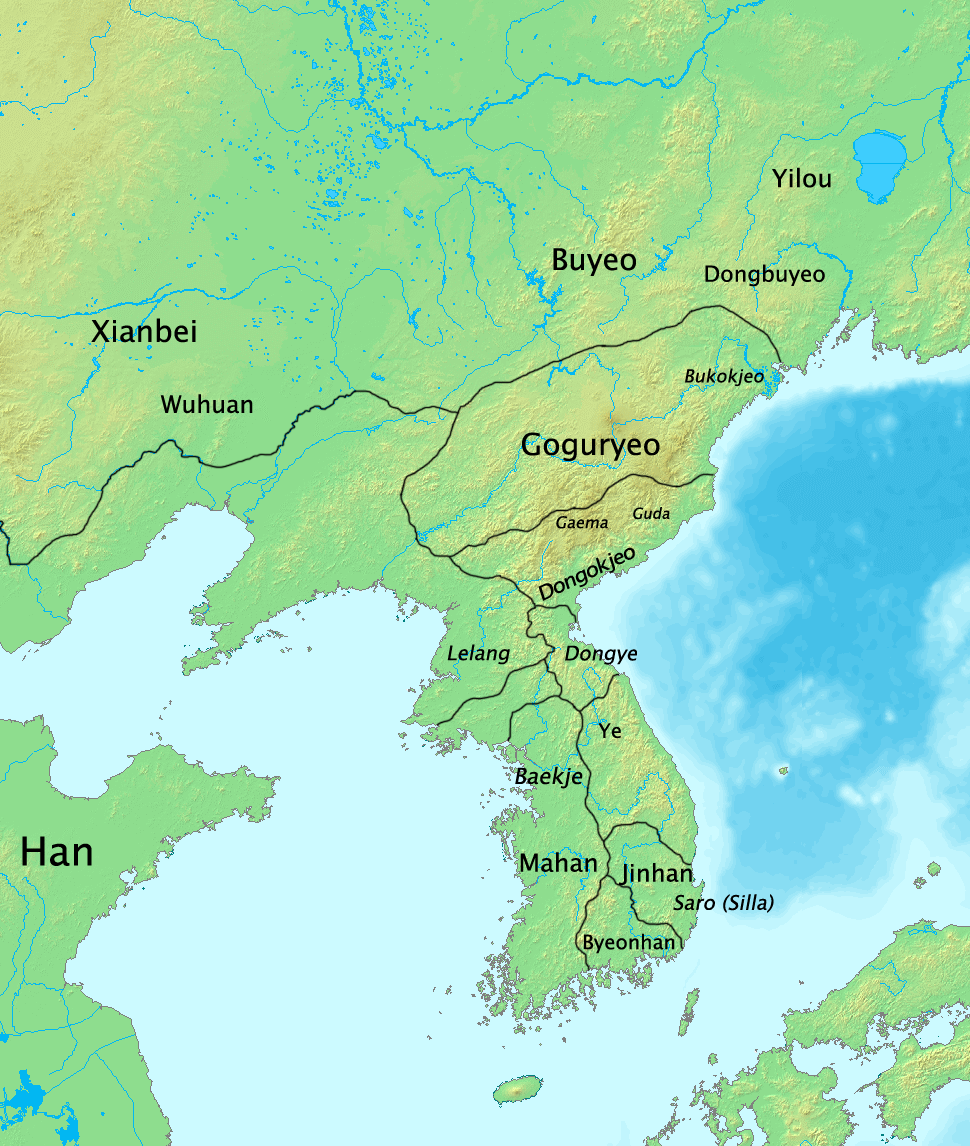
A három királyság előtti államok az időszámítás kezdetekor

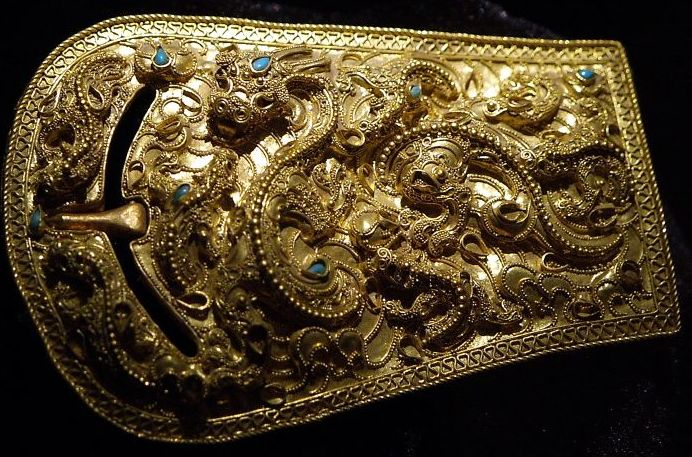
Arany csat a három királyság előtti időszakból

A kínai uralom rövid ideig tartott, i. e. 75-re már három kormányzóság is felszabadult. Számos kisebb királyság alakult ki az idők során (Pujo (Buyeo), Okcso (Okjeo), Csin (Jin), Tongje (Dongye), Szamhan (Samhan), a Hanszagun (Hansagun), Silla, Kogurjo (Goguryeo) és Pekcse (Baekje)).
Pujo (Buyeo) i. e. 2. századtól kezdve törzsi formából alakult királysággá, és a mai Mandzsúria területén létezett. Hivatalos nyelve a pujo (buyeo) volt. A népességszámbeli csökkenés megoldásának érdekében Kínával szövetkezve harcot vállaltak Kogurjo (Goguryeo) ellen, azonban a Csin (Jin)-dinasztia (265–420) gyengülésével szövetségesük már nem tudta megvédeni őket, így 494-ben a kogurjóiak (goguryeo-iak) foglalták el államukat. Okcso (Okjo) és Tongje (Dongye) szintén északon terült el, azonban szomszédaik általi körbekerítettségük miatt nem tudtak növekedni, ezért az 5. században rájuk is a bukás várt.
A Négy Han-kun (gun) az északnyugati régióban, a Liaotung (Liaodong)-félszigeten létezett, hódítása során még Vu (Wu) császár hozta létre, hogy ez legyen a terület fő ellenőrző központja. Székhelye Lölang (Lelang) volt, ahol a kormányzó, tisztviselők, kereskedők és telepesek éltek, és gyorsan gyarapodott. A többi kormányzóság felszabadulásával azonban ez is meggyengült, míg végül teljesen beolvadt Kogurjóba (Goguryeóba).
Szamhan (Samhan) délen, több igen apró államból álló konföderációként jött létre, Csin (Jin) utódállamaként. Csin (Jin) még Csun (Jun) kodzsoszoni király alapította elüldözése idején, és hamar kereskedelmi viszonyt épített ki a kínai birodalommal, többek között vasat exportált. Szamhan (Samhan) jó termőterületekkel és erős gazdasággal, szigorú törvényekkel és vallási irányzattal rendelkezett. Véglegesen a 4. században szűnt meg, Pekcse (Baekje), Silla és a Kaja (Gaya) államszövetség is szerzett területeket az országból.
Az egymással és a külső ellenségekkel való hadakozás mindegyiket meggyengítette, és az is előre látható volt, hogy előbb-utóbb ki fognak emelkedni a legerősebbek, és bekebelezik a gyengébbeket. Ez az i. sz. 1. századra következett be, amikor Kogurjo (Goguryeo), Pekcse (Baekje) és Silla (illetve Kaja (Gaya)) az egész félsziget területét lefedő királyságokat hoztak létre.

## A három királyság korszaka

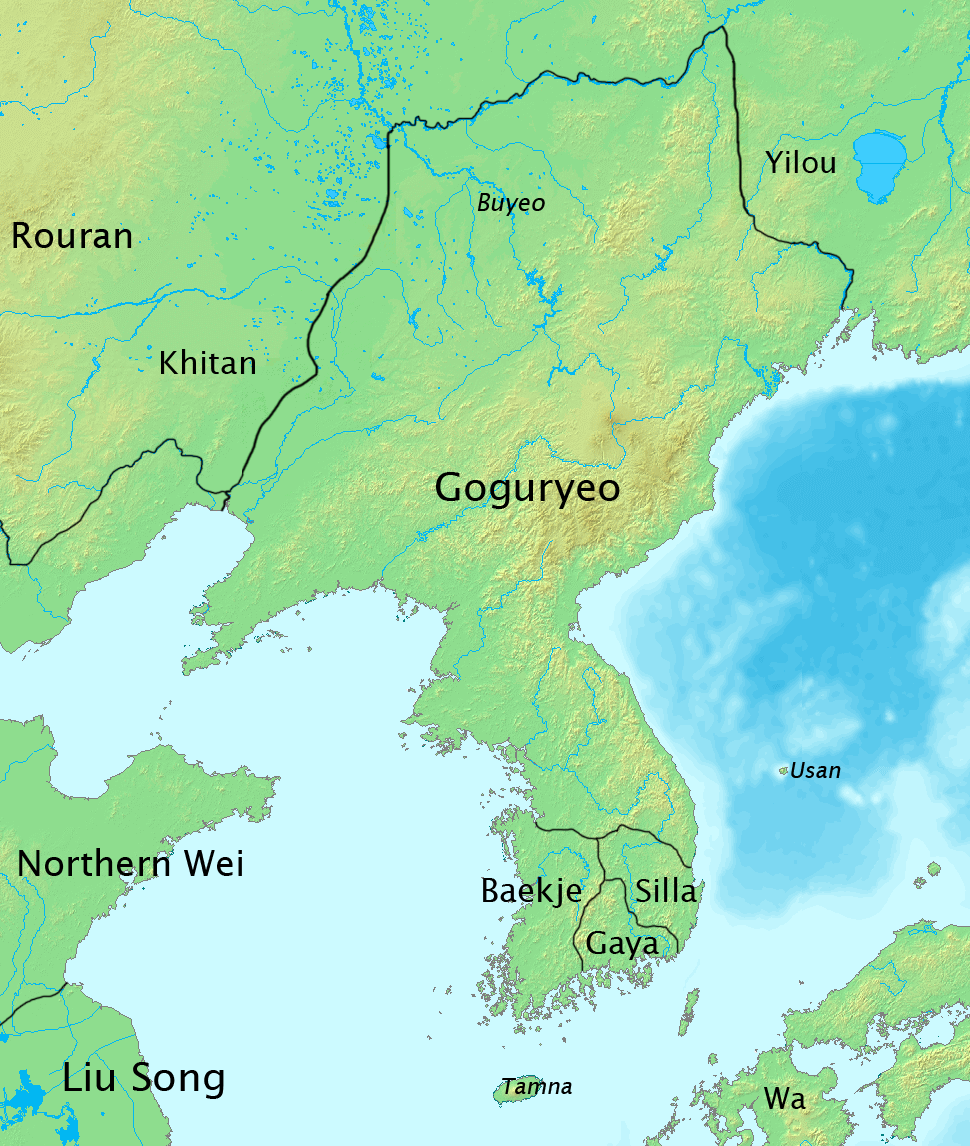
A Koreai-félsziget 476-ban

A kor i. e. 57-től (Silla megalakulásától) i. sz. 668-ig (Egyesített Silla megalakulásáig) tartott, amely során a három királyság hol egymással és a külső fenyegetésekkel hadakozva, hol békés együttélésben találta a megegyezést, és kereste a lehetőségeket hatalma növelésére. A korszakot nagy technikai és kulturális fejlődés jellemezte, többek között a 4–6. században a buddhizmus már mindegyik királyságban államvallás lett.

### A három királyság megalakulása

#### Silla
Silla (i. e. 57 – i. sz. 935) a térség délkeleti részén fekvő, több klánszerű csoportosulásból jött létre, Kumszong (Geumseong) fővárossal (a mai Kjongdzsu (Gyeongju)). Kezdeti gyengeségei miatt először a vele szomszédos, északnyugati körzet próbálta meg lerohanni i. e. 28-ban, ami bár nem sikerült, komoly veszteségeket okozott, és a harcias viszony még több évtizeden át tartott.
Pekcse (Baekje) i. sz. 63-ban határkonfliktus miatt, a Kaja (Gaya) konföderáció hódítási szándékkal i. sz. 94-ben támadta meg, mindkettő több hullámmal, így az különösen szorongatott helyzetben volt. Ám kitartott, és több ellentámadást is intézett riválisai ellen. Az 1. század elején sikerült Pekcsével (Baekjével) békét kötni, így 125-ben a malgal (a félsziget belső részein élő népcsoport) támadást már közös erővel sikerült visszaverni. Emellett az ország Kogurjóval (Goguryeóval) is jó viszonyt ápolt, így át tudta vészelni a kezdeti nehézségeket.

#### Kogurjo(Goguryeo)

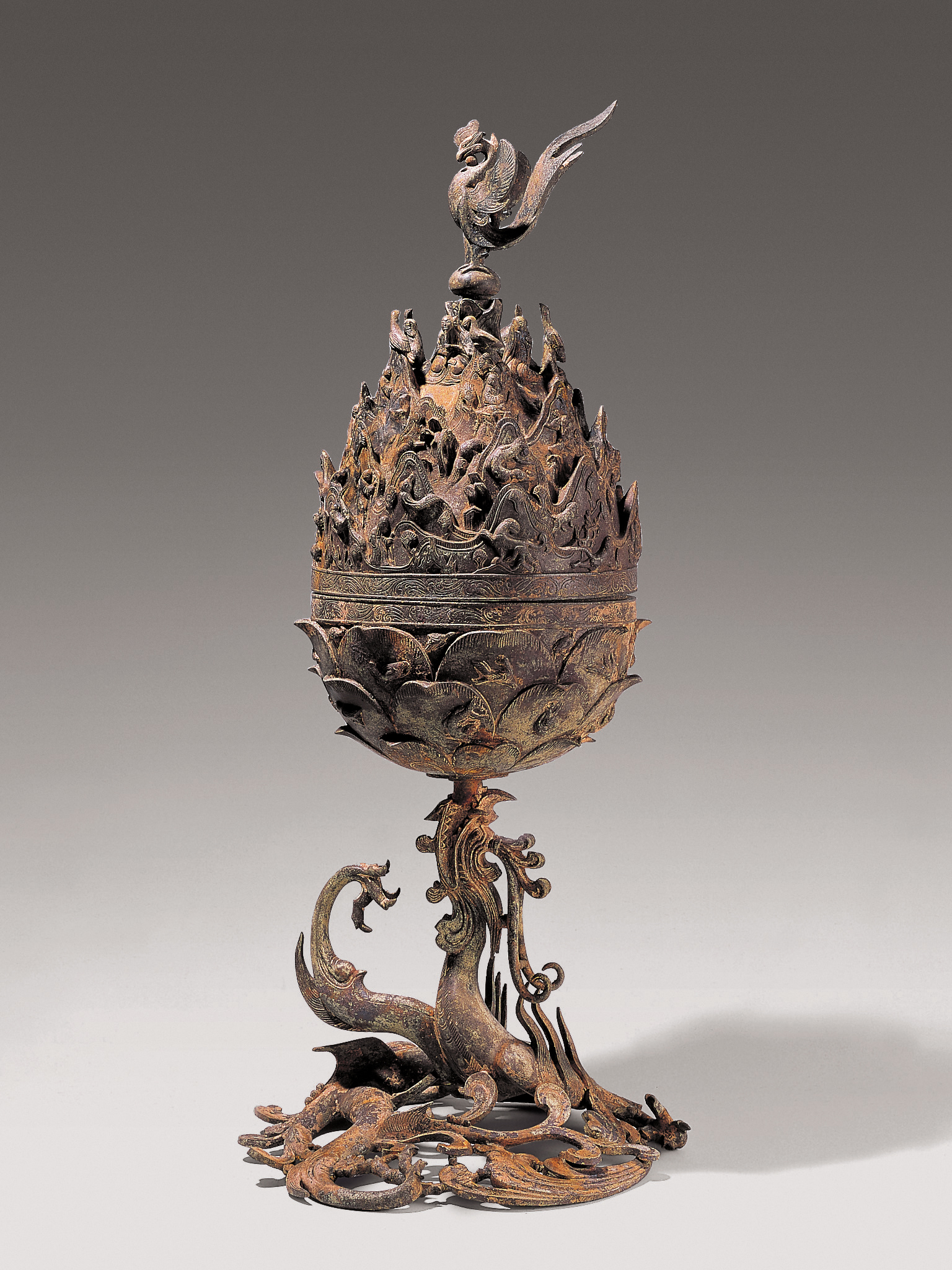
Aranyozott bronz füstölő Pekcséből (Baekjéből)

Kogurjo (Goguryeo) (i. e. 37 – i. sz. 668) az északi részen fekvő, legnagyobb és legerősebb állam volt. Alapítója Tongmjong (Dongmyeong) volt, aki fővárosnak a mai kínai területeken lévő Csolbon (Jolbon)t jelölte ki. E lovas nép mindig is igen fejlett fegyverzettel rendelkezett, ami sok csatában segítette győzelemre őket. A két szomszédjával kivívott kezdeti baráti viszony, és azok részéről a jelentős katonai támogatás miatt az északi terjeszkedésre fektette a fő hangsúlyt, így gyorsan fejlődött gazdasága és hadászata is. A legelső koreai királyság volt, amely vallásává tette a buddhizmust, Szoszurim (Sosurim) király (소수림왕) idején, 372-ben.

#### Pekcse(Baekje)
Pekcse (Baekje) (i. e. 18 – i. sz. 660) a délnyugati régióban feküdt, nagyságrendileg a második volt. Tongmjong (Dongmyeong) második feleségének távoznia kellett két fiával, ő alapította az országot, és annak első uralkodója is lett kisebbik gyermekével együtt, aki az Ondzso (Onjo) (온조왕) nevet vette fel. Központja a mai dél-koreai főváros közelében lévő Ürjeszong (Wiryeseong) (위례성) lett. A malgalokkal való hadakozás során kelet felé is terjeszkedett, ahol jó néhány erődöt építettek. A sillai hadműveletek – a kiküldött öt sereg ellenére – eredménytelenen voltak, így a békekötés után csapatai jelentős részét északi szövetségese megsegítésére fordította.

#### Kaja(Gaya)államszövetség

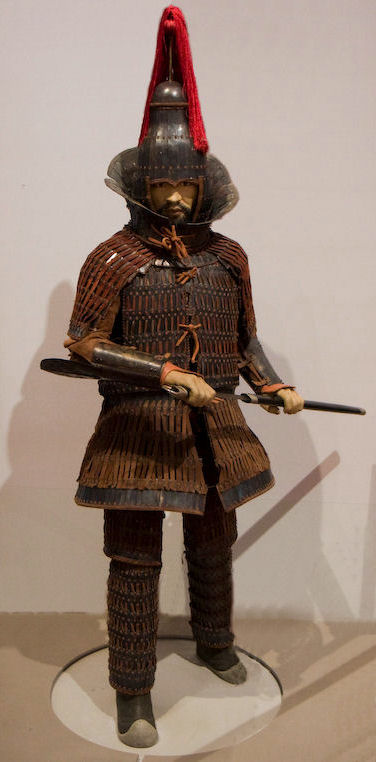
Kaja (Gaya) harcos

A Kaja (Gaya) államszövetség (i. sz. 42 – 562) délen, a Naktong (Nakdong) folyó környékén lévő szövetségként jött létre, ez rendelkezett a legkisebb területtel. Ennek ellenére kitűnt katonai erejével és technológiai fejlettségével is. Gazdasága jelentős volt, különösen vasbányászata, és mezőgazdasága is virágzott. Két ország közé szorulva nem volt sok lehetősége, sokáig északkeleti szomszédjával háborúzott (94-től). Több támadást is intézett és az ellentámadásokat is visszaverte, azonban patthelyzet alakult ki, és egyik fél sem járt jól. Bár szinte végig jobb helyzetben volt Sillánál, annak végül 562-ben mégis sikerült beolvasztania.

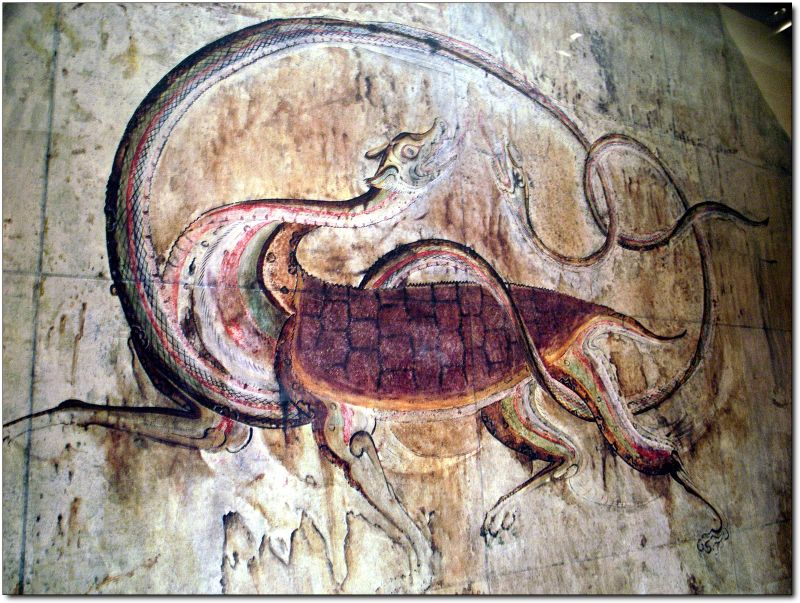
Falfestmény egy kogurjói (goguryeói) sírból
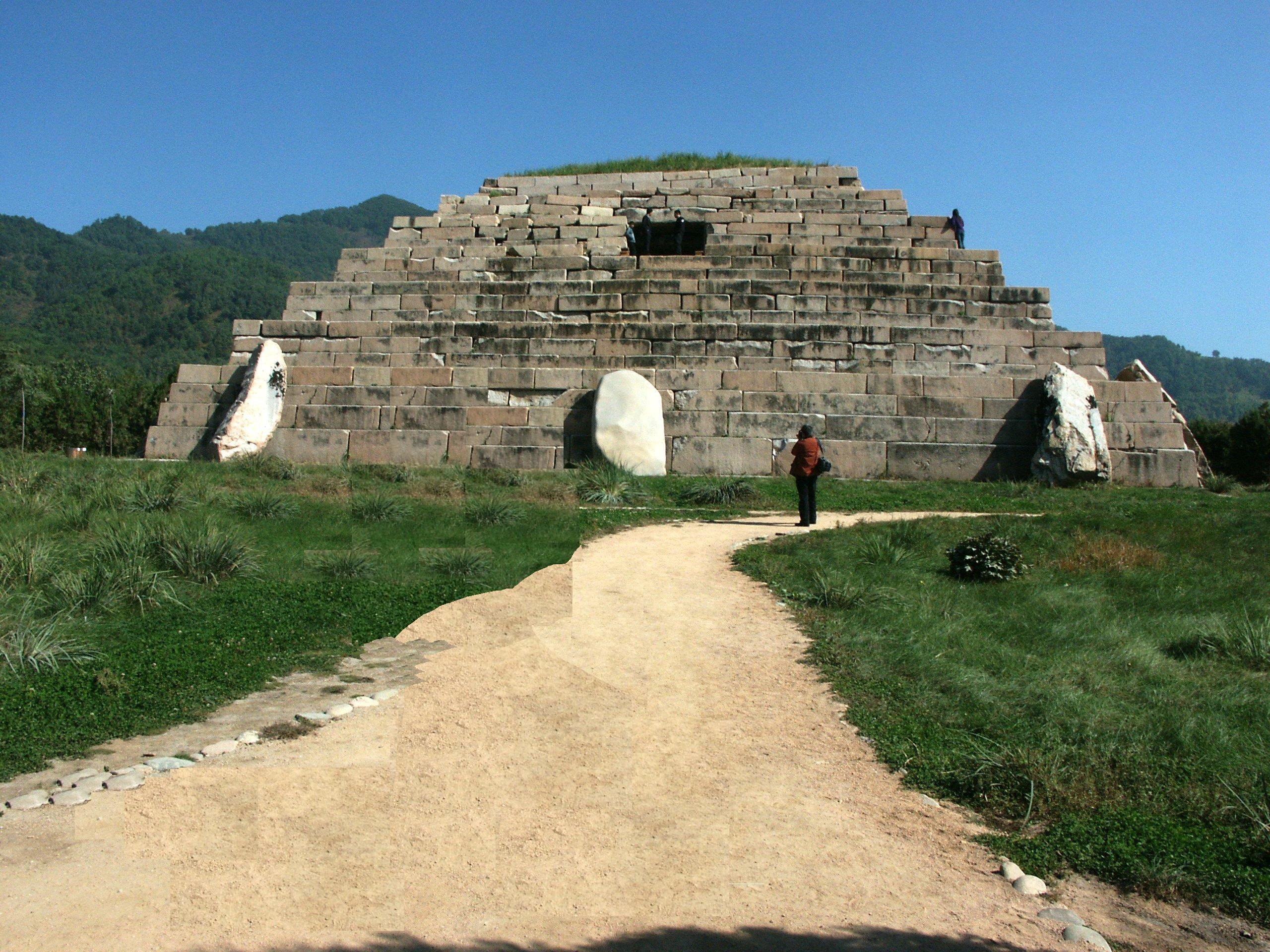
Királyi temetkezési hely Kogurjo (Goguryeo) területéről
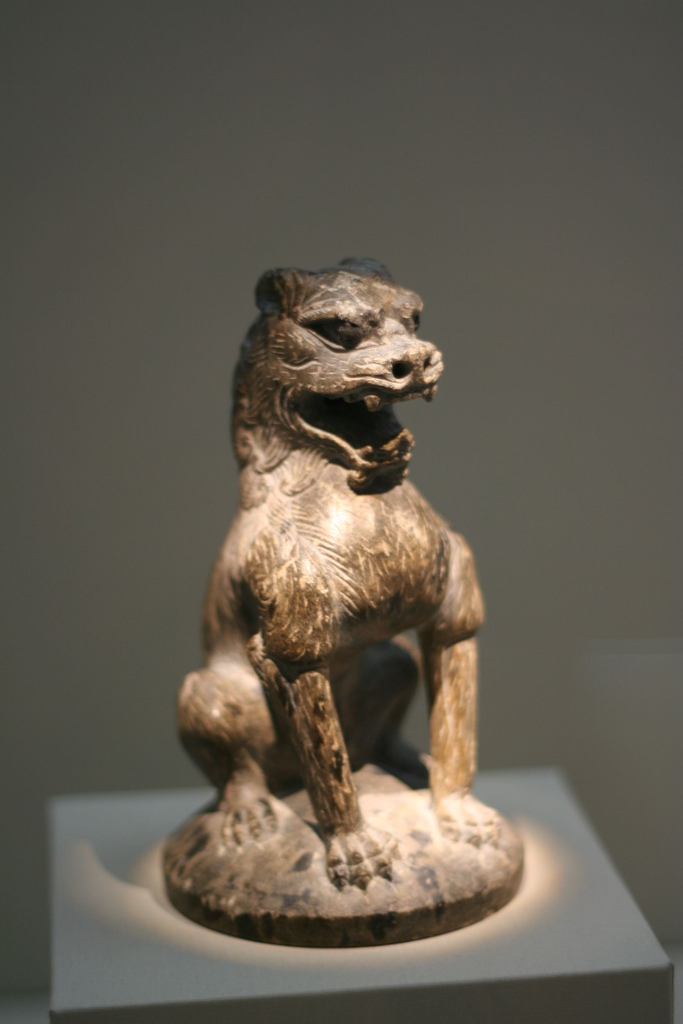
Egy sillai relikvia
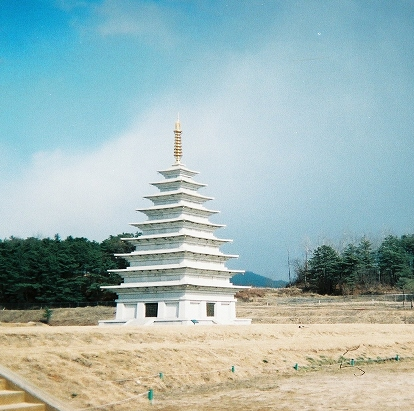
A pekcsei (baekjei) Miruksza (Mireuksa) templom
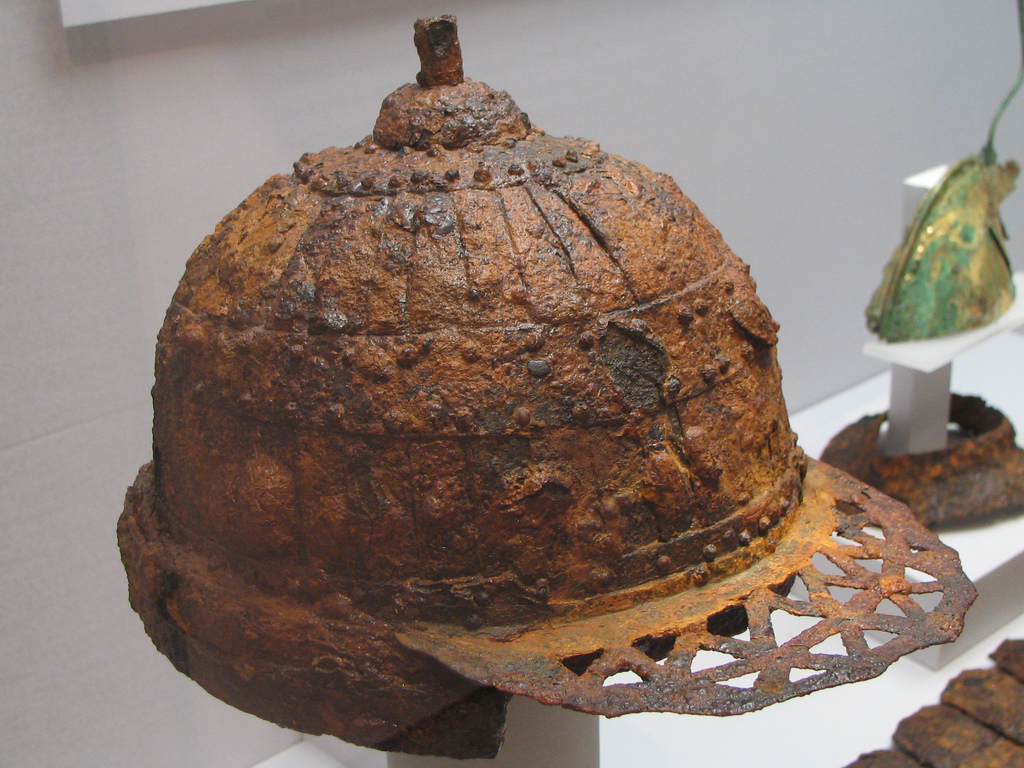
Egy jól megmunkált vas sisak Kajából (Gayából)

### Harcok a korszakban
Pekcse (Baekje) és Silla harca 167-től újra folytatódott, és 255-től pár évtizedes megszakítással többször is hadat viseltek egymás ellen, különösebb eredmény nélkül. A 3. század végén már mindkét felet megviselték a hadakozások és békét kötöttek. A délnyugati ország ekkor már két uralkodóját is feláldozta a kínaiakkal szembeni offenzíva során, és határait a harcoknak köszönhetően később sikerült is nyugatabbra tolnia.

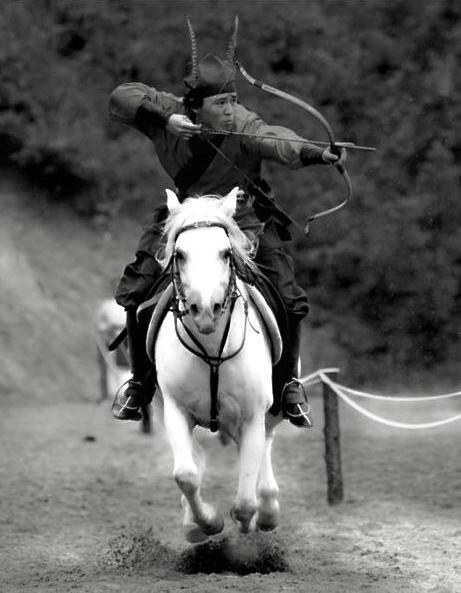
Hvarang (Hwarang) hagyományőrző egy versenyen, Dél-Koreában

Közben Kogurjo (Goguryeo) igen erős határ menti erődjeit a szétesett Kína egy állama 246-ban megtámadta, amit az nemcsak visszavert, hanem további területeket is elfoglalt. A fővárost az uralkodó az ország belsejébe költöztette, így az Phenjan lett. 369-ben még Pekcsét (Baekjét) is lerohanta, viszont egy váratlan ellentámadás után kétszer is a saját fővárosukig szorultak vissza a támadók. A hadviselők sikeresen meg tudtak egyezni és békét kötöttek. Ezután a kogurjóiak (goguryeóiak) a sillai csapatoknak nyújtottak támogatást a japán kalózokkal szemben, így a két ország között szoros együttműködés alakult ki. A Kogurjo (Goguryeo) királyság ekkoriban élte virágkorát, elérte legnagyobb kiterjedését és technikai fejlettsége is kiemelkedő volt.
A harcokat nemcsak a seregek létszáma és parancsnokaik taktikai érzéke, hanem a fegyverzet fejlettsége is igen erőteljesen befolyásolta. Egyik legjobb felszereltségű elitcsapat volt a sillai hvarang (hwarang)ok (a szó jelentése „virágzó lovag”) lovas alakulata, amely még a legreménytelenebb helyzetekben is halált megvető bátorsággal szállt szembe az ellenséggel.

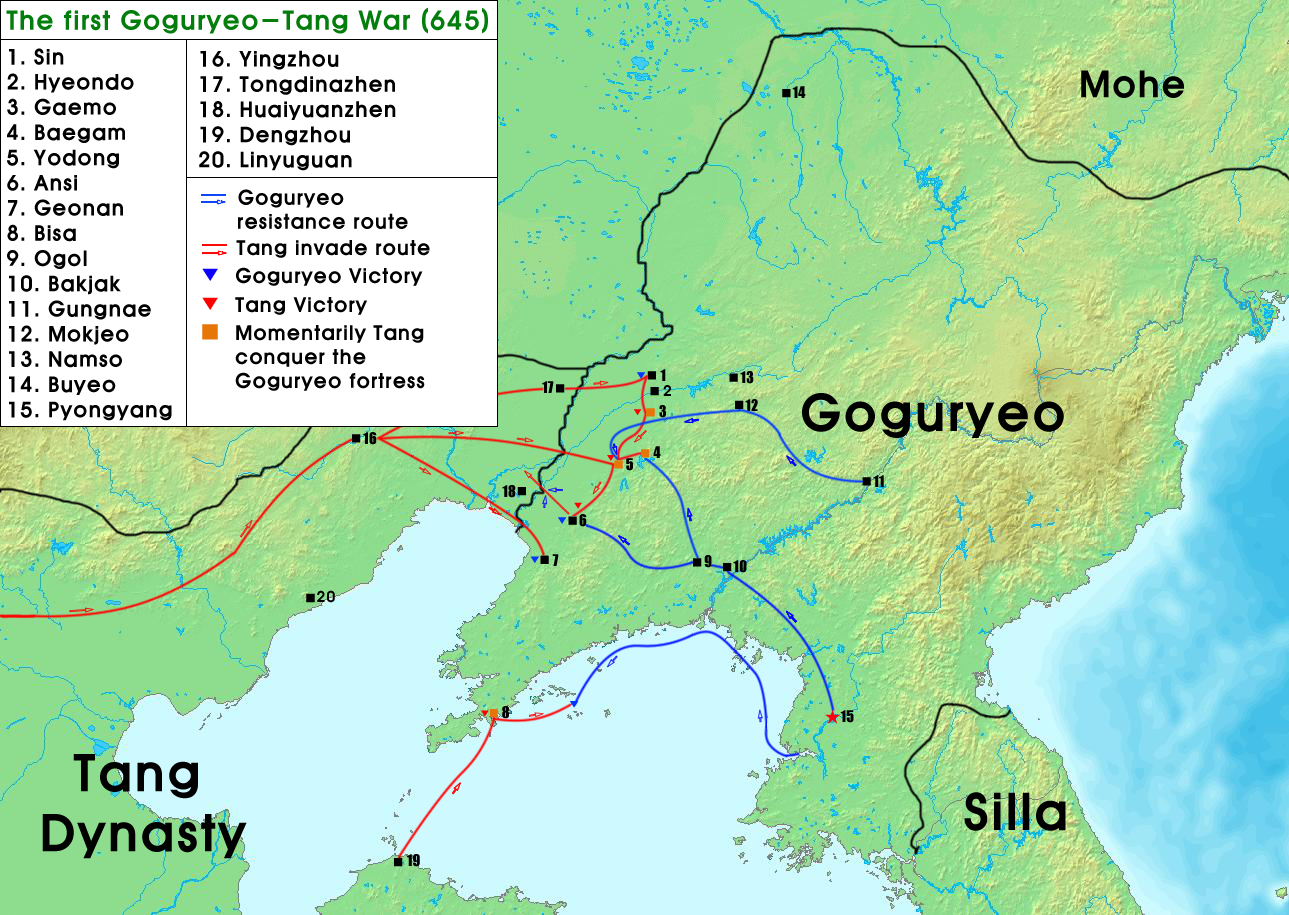
Az első Tang–Kogurjo (Goguryeo) háború hadműveletei 645-ben

612-ben Jangti (Yangdi) császár megtámadta több mint egymillió katonájával Kogurjót (Goguryeót), a kiválóan felépített erődöknél csellel sikerült szinte teljesen megsemmisíteni a behatolókat. Egy évvel később két sikertelen próbálkozás is történt részükről, mielőtt a katonai kudarcok miatt a Szuj (Sui)-dinasztia megbukott.
Az új hatalom, a Tang-dinasztia eleinte még barátságos viszonyt ápolt az országgal. 631-ben Jon Geszomun (Yeon Gaesomun) (연개소문) tábornokot azzal a feladattal bízták meg, hogy egy hatalmas falrendszert kilenc erőddel együtt építsen fel az északi határon (Csholli Csangszong (Cheolli Jangseong), 천리장성, „Ezer li hosszú fal”). A megépítést követően 642-ben merényletet követett el a király és a legfelső nemesi réteg ellen és átvéve a hatalmat diktatúrát vezetett be. A kínaiak újabb három támadást indítottak, amelyeket a végsőknek szántak (645-ben, 647-ben és 648-ban), ám az első kettő sikertelensége, majd a harmadik során császáruk halála újra visszavonulásra késztette őket.

### Az egyesítés
660-ban a sillai király, Mujol (Muyeol) megelégelte a megosztottságot, és szövetséget kötött a Tang-dinasztiával Pekcse (Baekje) legyőzésére. A császár hatalmas hadakat küldött keletre, a sillai csapatokat pedig maga a legendás Kim Jusin (Kim Yu-shin) (김유신) tábornok vezette. A nagy túlerővel szemben a védekezőknek nem volt esélye, így az első csaták után nem sokkal a fővárost (ami ekkor már Szabi (사비, Sabi) volt), és az egész királyságot lerohanták a szövetséges erők. A kínai befolyás természetesen jelentősen megnőtt Sillában, illetve a Tang Birodalom saját magát Pekcse (Baekje) utódjának tartotta.
661-ben ismét nagyszabású támadás indult, ezúttal Kogurjo (Goguryeo) megdöntésére. A több százezer katonának azonban nem sikerült bevennie Phenjan erődjét a védők hősiessége és a hideg tél miatt. A fordulatot Jon Geszomun (Yeon Gaesomun) 665-ös halála jelentette, három fia között hatalmi harc tört ki. Így az újabb együttes támadásnak már nem tudott ellenállni a meggyengült királyság, és megszűnt létezni.
Ekkor jött létre Egyesített Silla, amely szembefordult Kínával függetlenségének megőrzése érdekében. Hosszas háború és vereségeik következtében a csapatok 776 körül kivonultak a félszigetről, és ismét önálló, egységes Korea jött létre, erős gazdasággal és katonasággal. Ez már nem csak a szárazföldi, de a vízi hadviselésben is jelentős tudott lenni, és ellenőrzése alá vonta a déli tengervidéket.

## Észak-déli államok korszaka

### Egyesített Silla

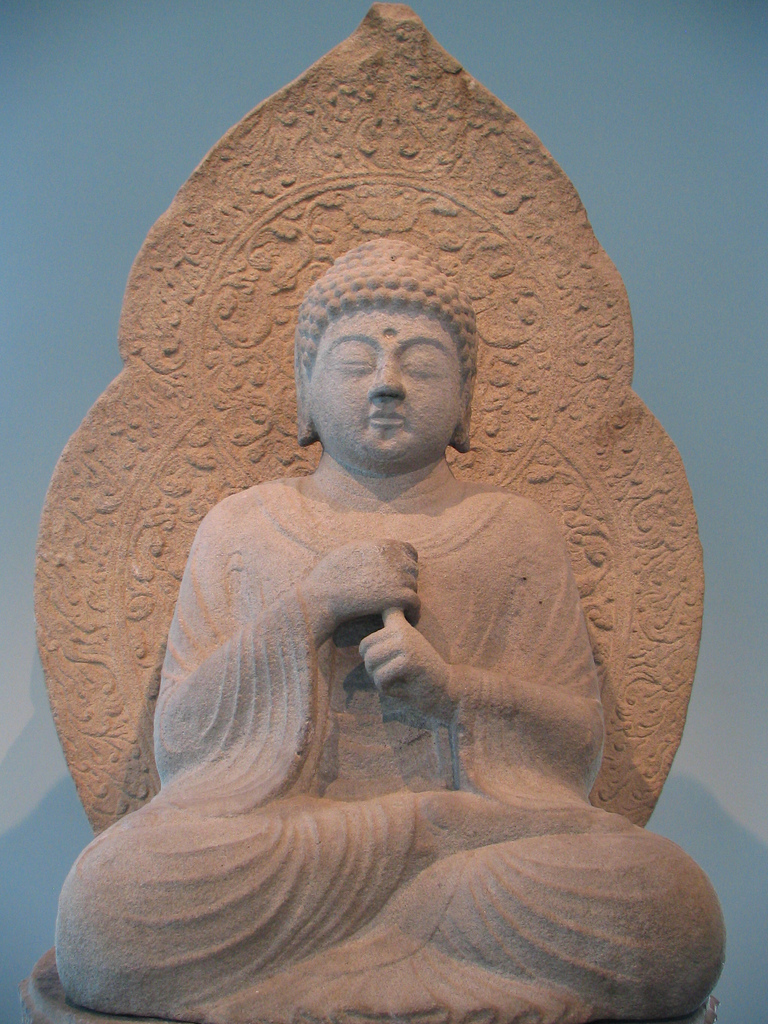
Vairócsana Buddha szobra Sillából

A királyság saját befolyásának megerősítése után igen gyors tempóban fejlődött. Ekkorra forrt ki a jellegzetes koreai építészet, számos épület, főként buddhista kolostorok és templomok emelkedtek.
735-re már Kína is elismerte az ország határait, amely ekkorra már hanyatlani kezdett. A 8. század végén már jelentős politikai problémák jelentkeztek, kisebb-nagyobb lázongások (parasztfelkelések) törtek ki (Palhe (Balhae) korábbi létrejötte is hatalmas problémának számított), elégedetlenség vette kezdetét (például a röghöz kötés törvénye miatt), ami gyengüléshez vezetett. Az egységes ország felbomlott, kezdetét vette a „kései három-királyság korszaka”.

### Palhe(Balhae)

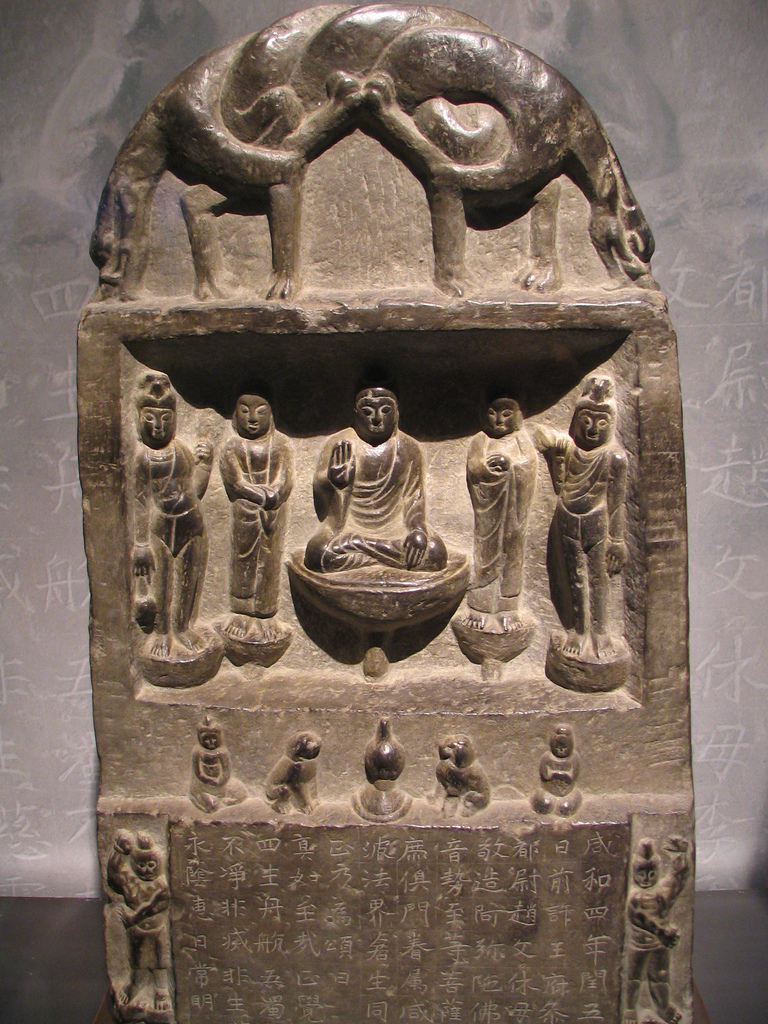
Egy sírkő Palhéból (Koreai Nemzeti Múzeum)

Palhe (Balhae), a 698-ban kikiáltott, magát Kogurjo (Goguryeo) utódjának tekintő állam az északi részeken sokáig virágzott, béke és stabilitás jellemezte. Kínai források a „Kelet virágzó országaként” emlegették. Kialakult az egységes koreai nyelv az addig égtájak szerint különböző nyelvjárások között. A 10. században viszont olyan politikai változások történtek, amelyek a bukást jelentették. A népek közti ellentétek és egy vulkánkitörés hatalmas belső feszültségeket okozott, a 10. században Palhét (Balhaét) a kitajok igázták le.

### A kései három királyság korszaka
892-ben három királyság lépett ki az egységes államból, ezek Silla, Hubekcse (Hubaekje) és Thebong (Taebong) voltak. Az köztük lévő rivalizálás tovább rontotta az amúgy is bizonytalan helyzetet.
Thebong (Taebong)ot eleinte egy buddhista szerzetes, Kung Je (궁예, Gung Ye) vezette, aki a királyi családból származott. Születésekor azt jósolták, hogy az egységes ország bukását fogja okozni, ezért meg akarták öletni, viszont nevelőjével sikerült elszöknie. A jóslat pedig később beigazolódni látszott. Az uralkodói családok közötti nézeteltérések következtében Thebong (Taebong)ból létrejött Korjo (Goryeo), amely a többi államot leigázva egységesítésbe fogott.

## Korjo(Goryeo)
Thebong (Taebong)ban egy Vang Geon (왕건, Wang Geon) nevű hadvezér összefogott Hubekcse (Hubaekje) királyával, és győztes csatái után befolyása növekedni kezdett, míg 918-ban átvette a hatalmat. Elfoglalta Hubekcsét (Hubaekjét) és békét kötött a kései Sillával. 936-ban az egész félszigetet lerohanva teljes befolyásra tett szert. Létrehozta a Korjo (Goryeo) királyságot és felvette a Thedzso (Taejo) nevet. Nőtt a katonai befolyás, erősödött a jól megszervezetten egységekbe osztott hadsereg. Fejlődött a gazdaság is, legfőképpen a kézműipar. A főváros, Kegjong (개경, Gaegyeong) a kor egyik legfényűzőbb településévé vált, az alapító palotákat, buddhista templomokat, pavilonok sokaságát építtette fel, fallal vette körül először a királyi palotát, majd az egész várost. Reformokat vezetett be, amik a fellendülés útján vezették országát. Fénykora alatt Korjo (Goryeo) a világ egyik legfejlettebb államának számított.
Az északi határt fenyegető kitajok aggasztó ütemben terjeszkedtek, létrehozták saját államukat, Liaót, Peking központtal. Korea állama ezért szövetséget kötött a kínai Szung (Sung) Birodalommal a közös ellenséggel szemben. Az első támadási kísérlet 993-ban békésen, tárgyalások útján megoldódott, sőt még további határvidékeket szerzett meg Korjo (Goryeo), amelyeket megerősített.
Az arisztokrata réteg hatalmának korlátlansága és viszályai hosszú ideig tartó, lázadásokkal teli időszakot hozott. 1009-ben egy tábornok, Kang Dzso (강조, Gang Jo) puccsot követett el és diktatúrát vezetett be (a kogurjói (goguryeói) Jon Geszomun (Yeon Gaesomun)hoz hasonlóan). A bosszú reményében újabb kitaj hadak indultak meg, amelyeket még a hősies ellenállással sem lehetett megfékezni. A diktátort elfogták és kivégezték, nem sokkal később kivonultak a félszigetről. A későbbi támadásokat egy Kang Gamcshan (Gang Gam-chan) (강감찬) nevű tisztviselő verte vissza, akit máig hatalmas tisztelet övez, nemzeti hősként ünneplik.
A mindkét felet meggyengítő harcoknak hamarosan békekötés vetett véget; a biztonság kedvért azonban kibővítve újra épült a – kogurjói (goguryeói) időkben állított falrendszerhez hasonló – közel 400 kilométer hosszú Csholli Csangszong (Cheolli Jangseong), hatalmas védelmi vonalként elzárva minden északi utat a félszigetre.

### Mongol hódítás

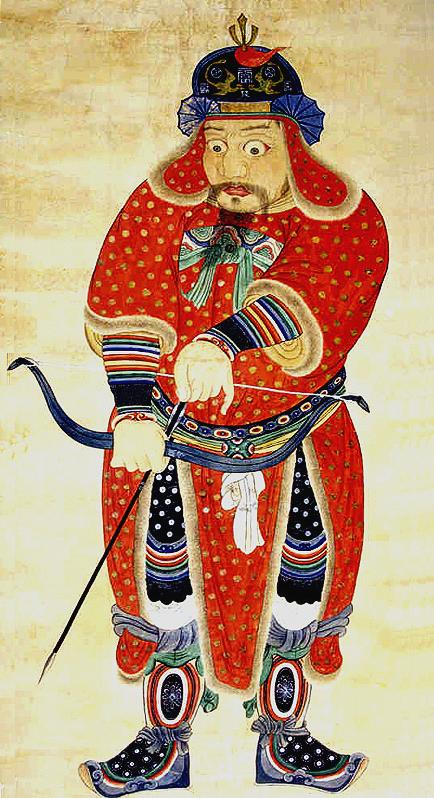
Egy dzsürcsikkel küzdő korjói (goryeói) tábornok, Jun Gvan (Yun Gwan) ábrázolása

Az északkeleti dzsürcsi nép (akik sokáig a kitajok alattvalói voltak) 12. századra tehető egyesülése, saját (Csin (Jin)-) dinasztiájának megalapítása és rohamszerű terjeszkedése következtében a határvidék újbóli megerősítésére adott indokot.
Az államban még ekkor is a belső viszályok, hatalomátvétel és zűrzavarok kora uralkodott. Katonai diktatúrák követték egymást, jelentősen meggyengült az ország. Ezért nem is tudott ellenállni a – behódolás megtagadása miatti – mongol inváziónak, amely 1231-ben viharszerűen söpört végig az északi részeken.
A hatalmas hadisarc kifizetése és a csapatok visszavonulásának megkezdése után az akkori diktátor az udvarát átköltöztette és hadműveleteket indított az északi tartományok ellen. Sikerrel verte vissza az újabb inváziót, de a háború még több évtizeden át folyt; a béke végül 1270-ben köttetett meg.

### Japán elleni támadások
Egy félreértés miatt a mongolok azzal vádolták meg Korjót (Goryeót), hogy a japánokkal szövetkezik, így be kellett bizonyítania az ellenkezőjét (a japán állam ekkor a Kamakura-sógunátus volt, amely nem volt hajlandó behódolni a kánnak). Így a koreai kikötőkből 1274-ben hatalmas, nagy részben mongol flotta indult a szigetország legyőzésére (900 hajóval és 40 ezer katonával), jelentős korjói (goryeói) támogatással. A túlerő és a technikai fölény miatt az egyesült hadak szinte biztos győzelmet arattak volna, azonban a nyílt tengeren vihar támadt, és a kamikaze (jelentése isteni szél) megsemmisítette a hajóhad legnagyobb részét, amely így kénytelen volt visszavonulni.
Nem sokkal később, 1281-ben ez történt az újabb támadóhullámmal is. A több mint 4 ezer hajó és 140 ezer katona többsége  a Kjúsú-sziget közelében a nyári tájfun áldozata lett, így Japán ismét megmenekült.

### Gazdaság, társadalom, kultúra

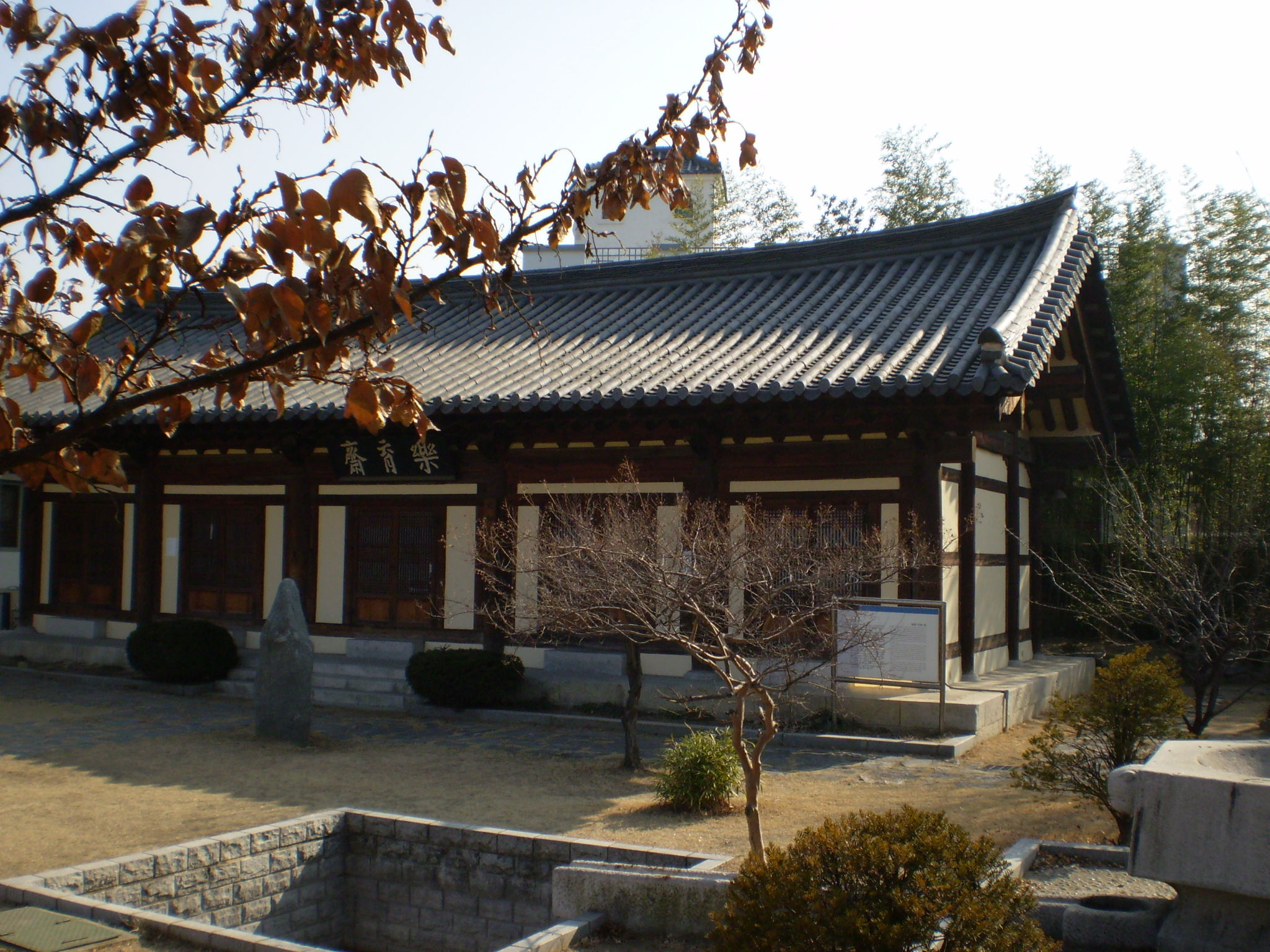
Egy hjanggjo (hyanggyo) (konfucianista iskola) egyik épülete Tegu (Daegu)ban

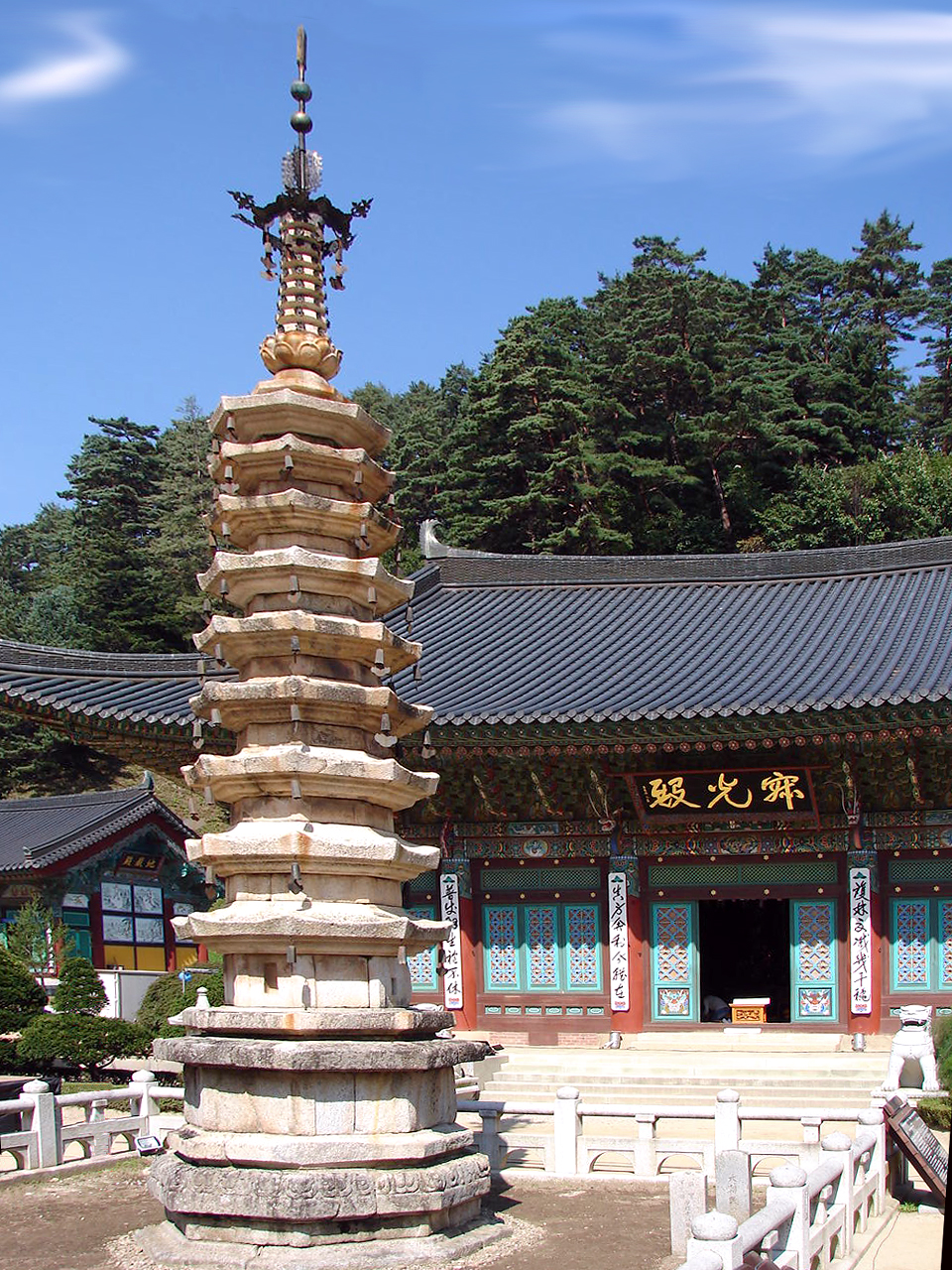
Voldzsongsza (Woljeongsa)-pagoda

A gazdaság fő pillérét a mezőgazdaság alkotta. A főként déli termőterületeken rizst, árpát, babféléket és gyümölcsöket termesztettek. A földművelést a rabszolgák és bérlők végezték, míg a tulajdonos általában a fővárosban lakott. Számos földreformtörvény született az idők során, amik az örökléssel és tulajdonjoggal voltak kapcsolatosak. Az ipar a fővárosra koncentrálódott, legjellemzőbb a kézműipar volt. A külkereskedelem nem volt túl élénk, de azért némi forgalom akadt a kínai, mongol és arab kapcsolatok terén. Az állami tulajdonban lévő manufaktúrák pamutot, kerámiákat, ékszereket, fonalakat termeltek, nyersanyagokat dolgoztak fel. Céhszerű társulások, ún. po (bo)k (보) jöttek létre, amelyek pénzügyi tevékenységet is végeztek.
A társadalmat erős hierarchikus rendszer jellemezte, négy fő osztályra csoportosult a korábbi időkhöz hasonlóan. Legfelül volt felső osztály a király és családja, a legmagasabb rangú arisztokrácia (jangban (yangban); a középosztály, az alacsonyabb rendű hivatalnokok, a polgári vagy katonai tisztviselők rétege volt. Az alsó osztályba az adót fizető népréteg tartozott, illetve a legalsó osztály a rabszolgákkal és a megvetett foglalkozást végzőkkel. A lakosság a 11. században már 2 millió fő felé emelkedett.
A vallás a taoizmus és a neokonfucianizmus különböző filozófiai irányzatai mellett buddhista és sámánista elemek egyfajta keveréke volt, amely mélyen kihatott a mindennapi életre, még a politikára is.
Kínai mintára kialakult a hivatalnoki vizsgarendszer, a nemzeti akadémia mellett magániskolák alakultak. A festmények főleg vallási témákat ábrázoltak, ahogyan a szobrászatban is a Buddha-alakok domináltak.
A legjellegzetesebb művészeti alkotások a szeladonok voltak. A zene és tánc is előtérbe került, rengeteg hagyományos tánc és népi hangszer maradt fenn, a kiszeng (gisaeng)ek (gésákhoz hasonlító zenével, költészettel, tánccal foglalkozó, a szórakoztatásból megélő hölgyek) művészete sokáig meghatározó maradt. Minden művészeti ágra nagy hatással volt a sillai tradíció.
A korszakban az építészet is új irányzatot kapott, többek között szinte teljesen megszűnt a pagodaépítészet. A legszebb épületek közé tartoztak, és tartoznak ma is a Korjo (Goryeo) ideje alatt épült buddhista kolostorok, templomok – sok közülük a világörökség része.
Az irodalomban a máig legfontosabb művek a korai történelemről beszámoló krónikák, a két legjelentősebb a Szamguk szagi (Samguk sagi) és a Szamguk jusza (Samguk yusa). Az időszámítás előtti történelemről ezek az egyedüli fennmaradt írásos emlékek.

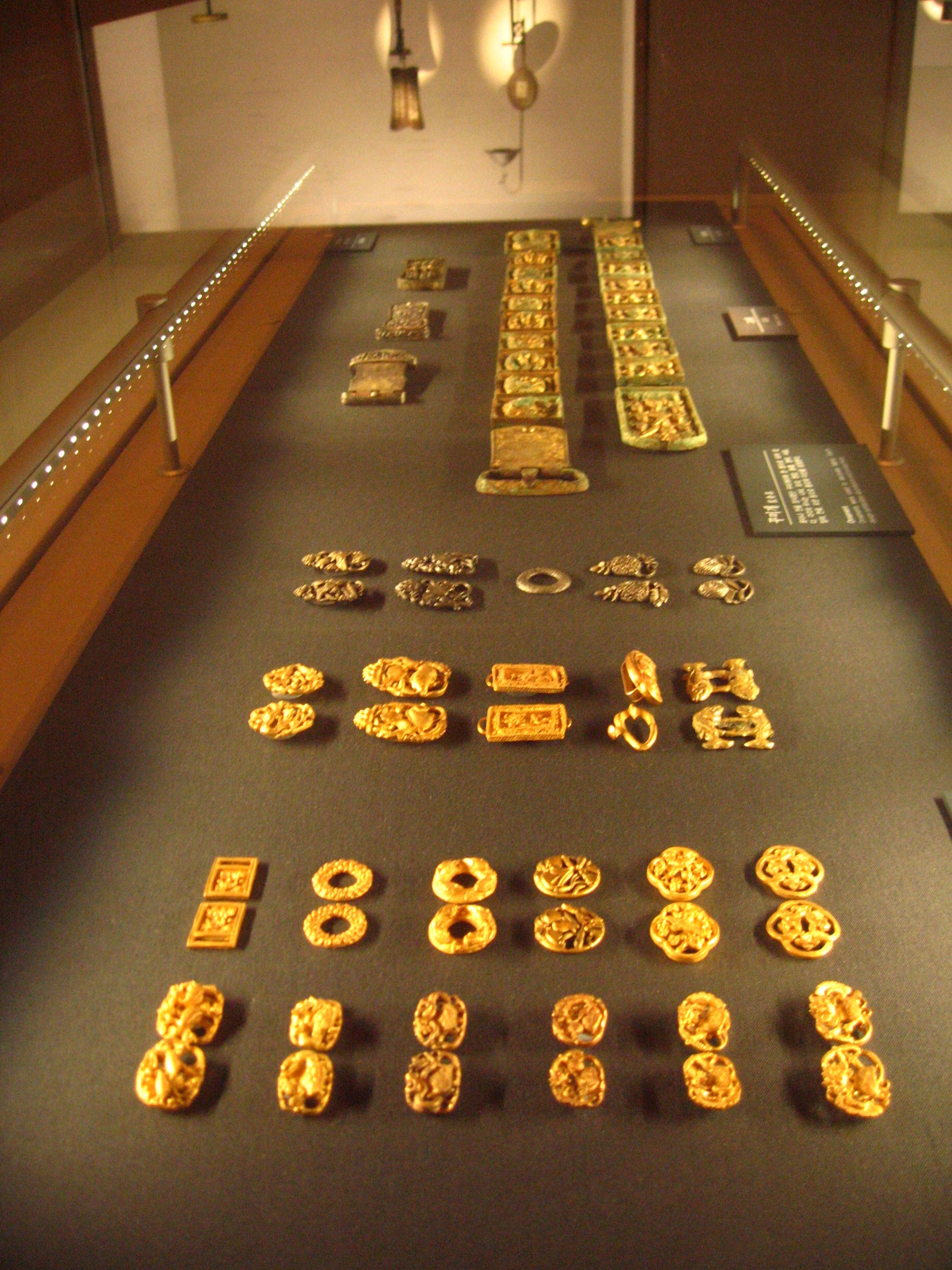
Korjo (Goryeo)-korabeli ékszerek
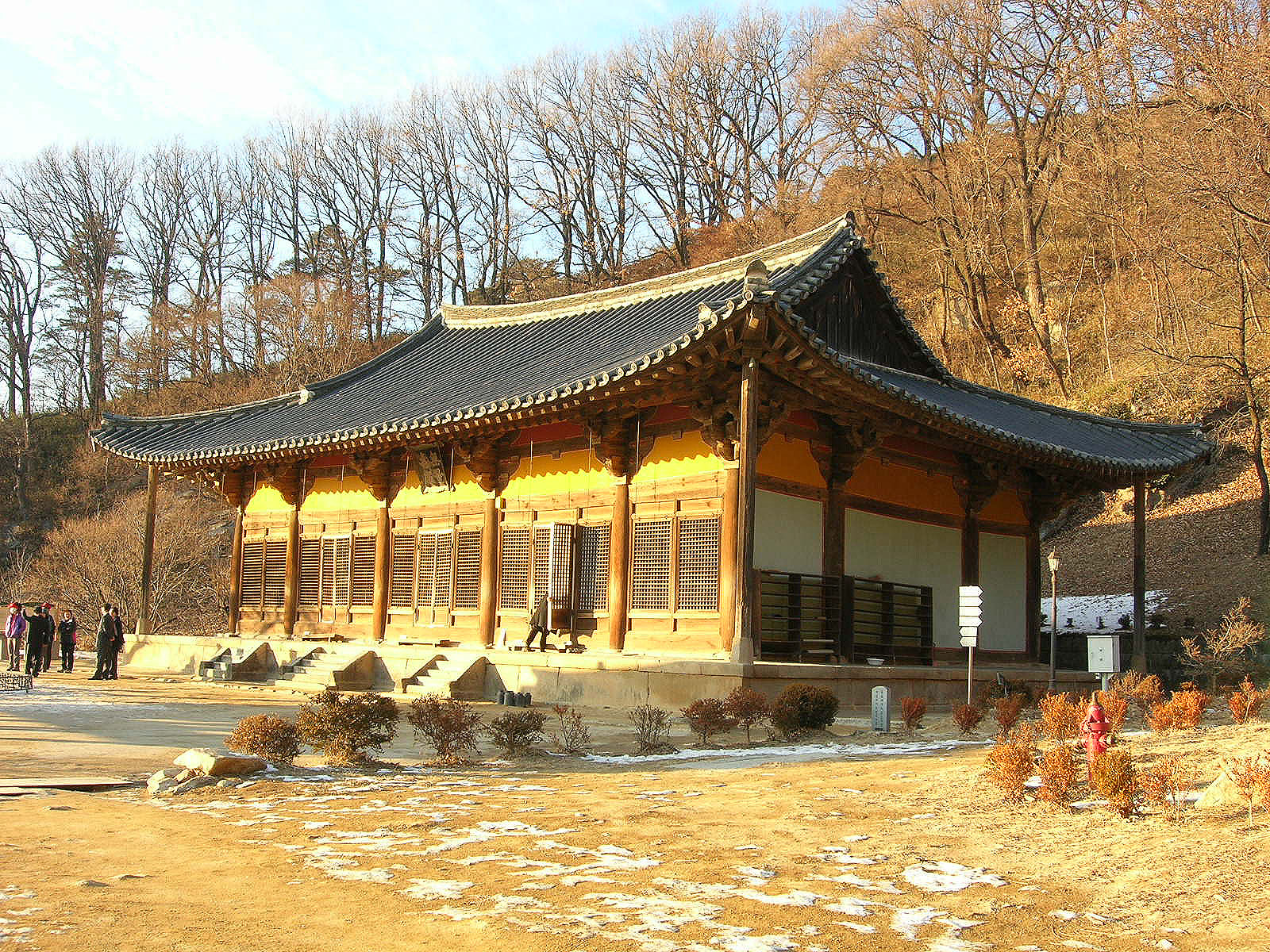
Murjangszudzson (Muryangsujeon), a csusimpho (jusimpo) stílus egyik jellegzetes képviselője
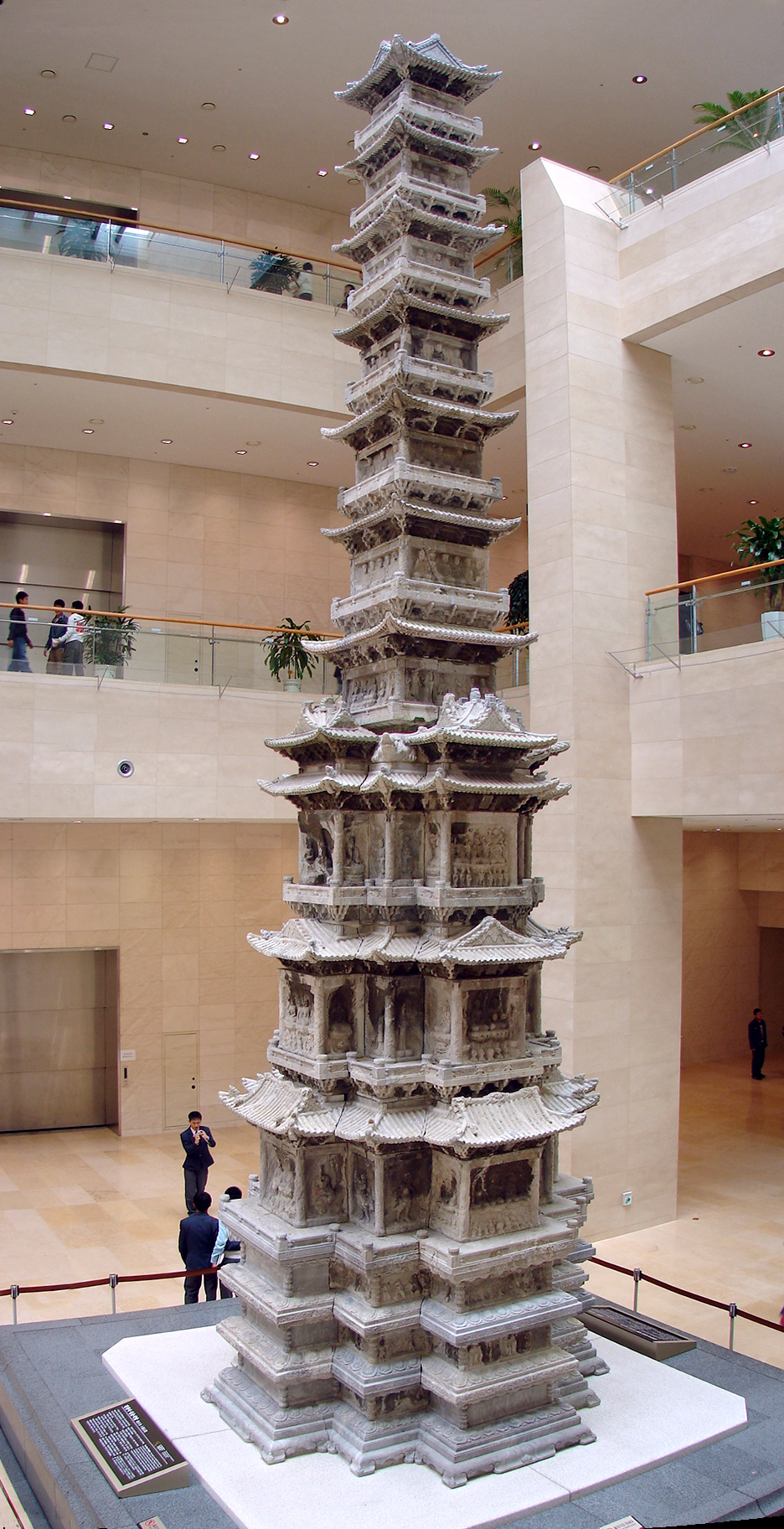
Kjongcshonsza (Gyeongcheonsa)-pagoda
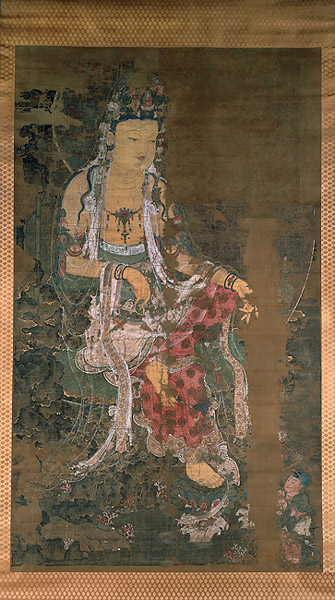
Buddhista festmény a Korjo (Goryeo)-korból
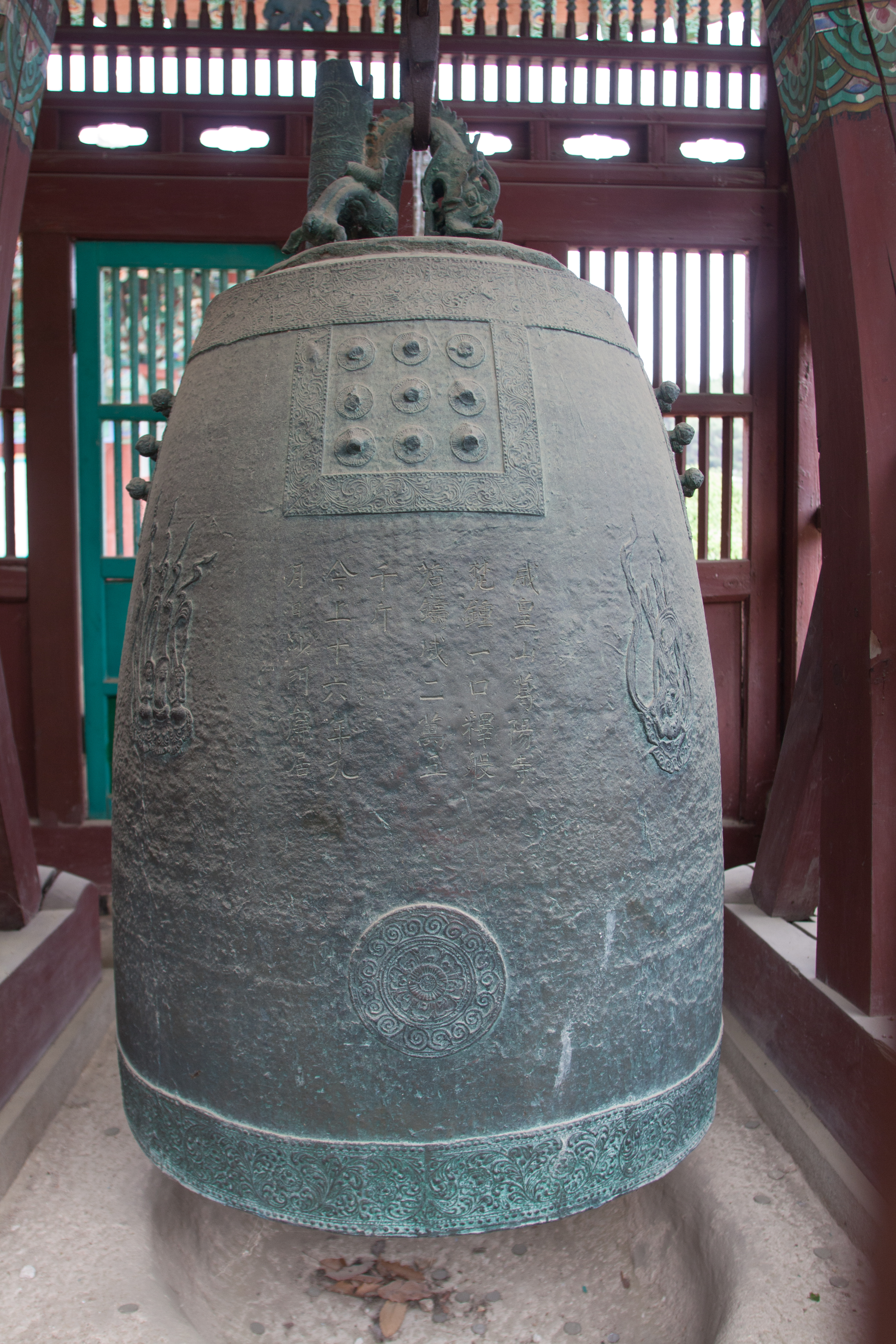
A Jongdzsusza (Yongjusa) templom bronzharangja
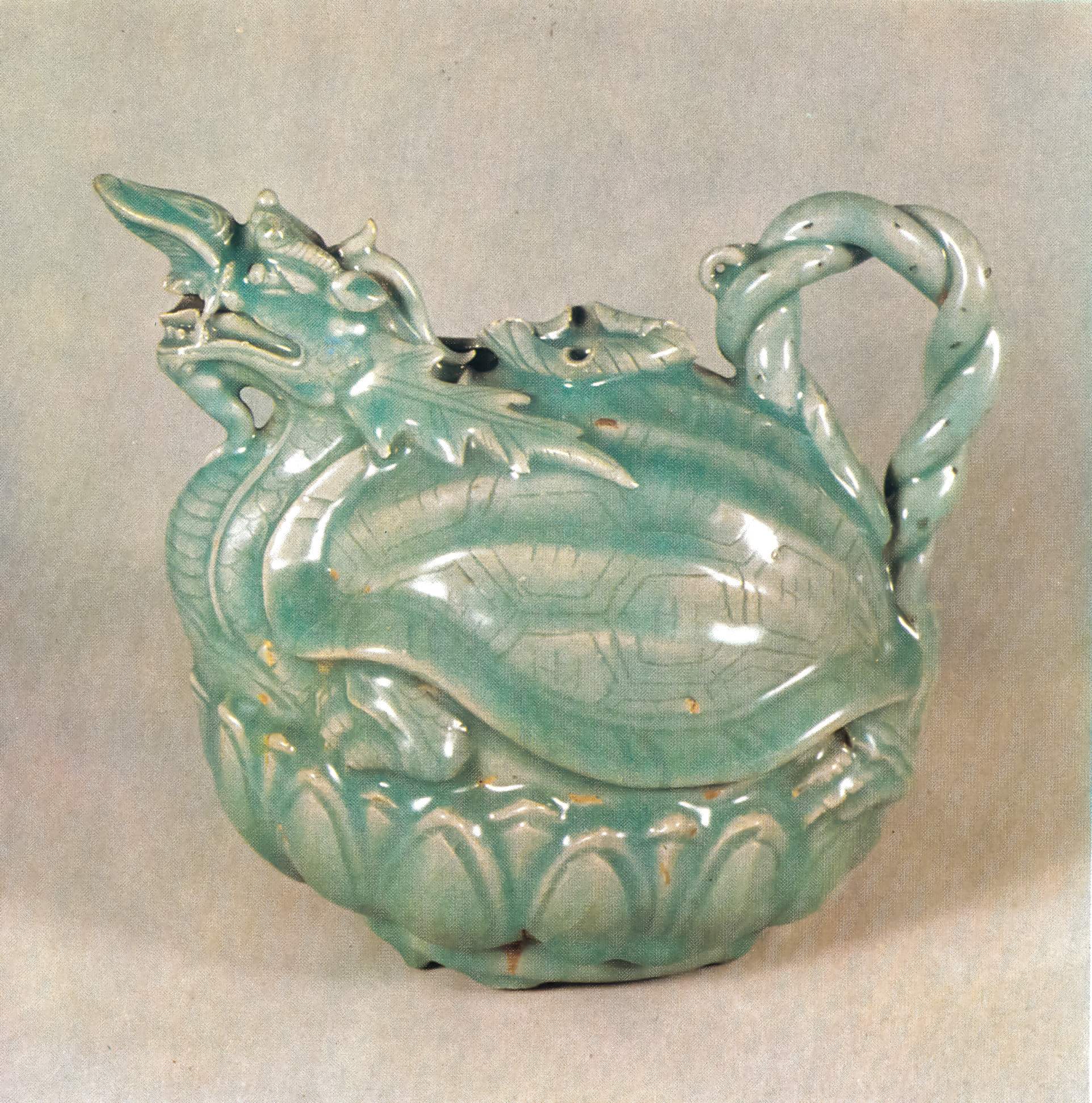
Teknős-sárkány alakú szeladon vizeskancsó
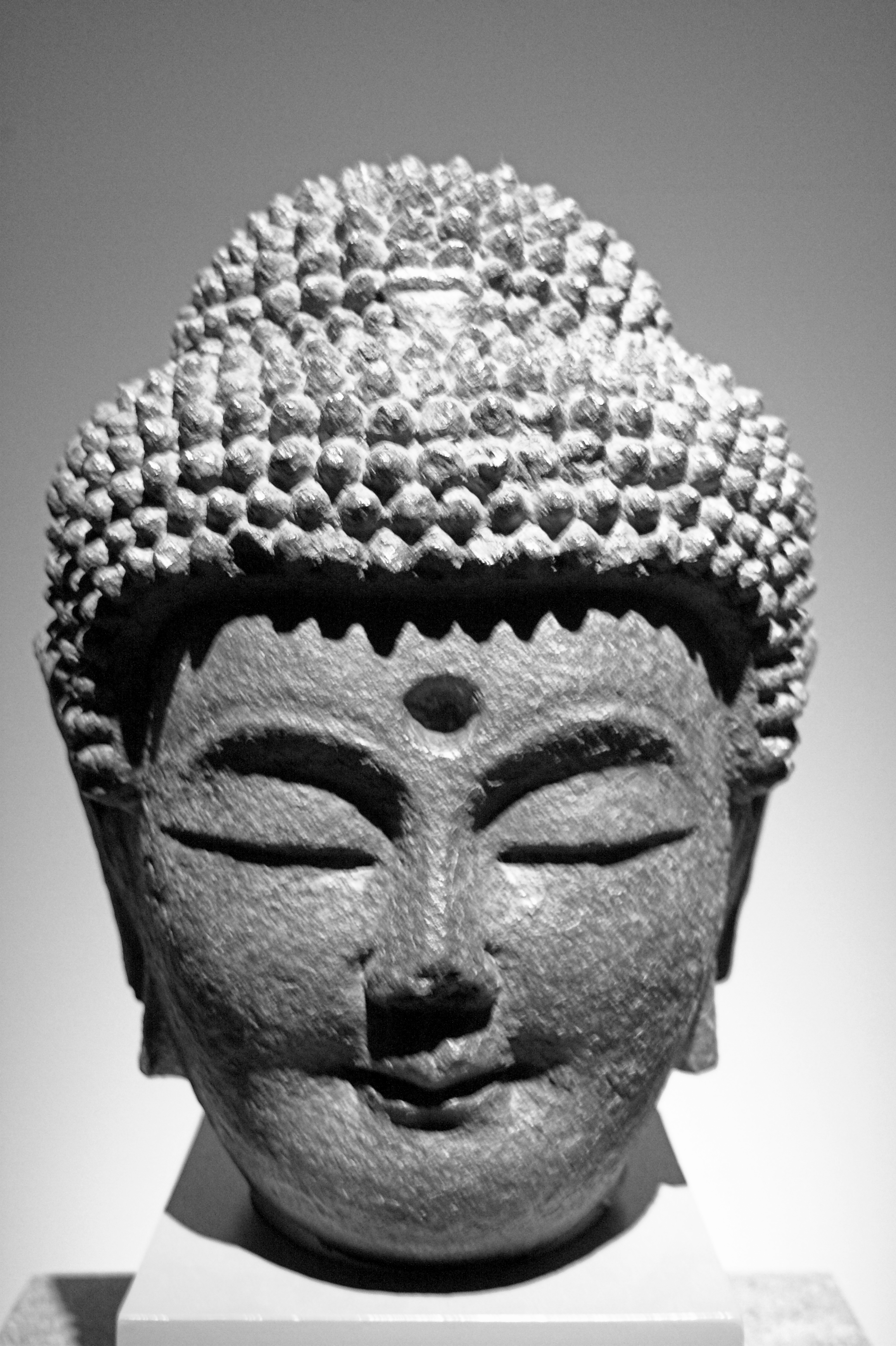
Vas Buddha-fej
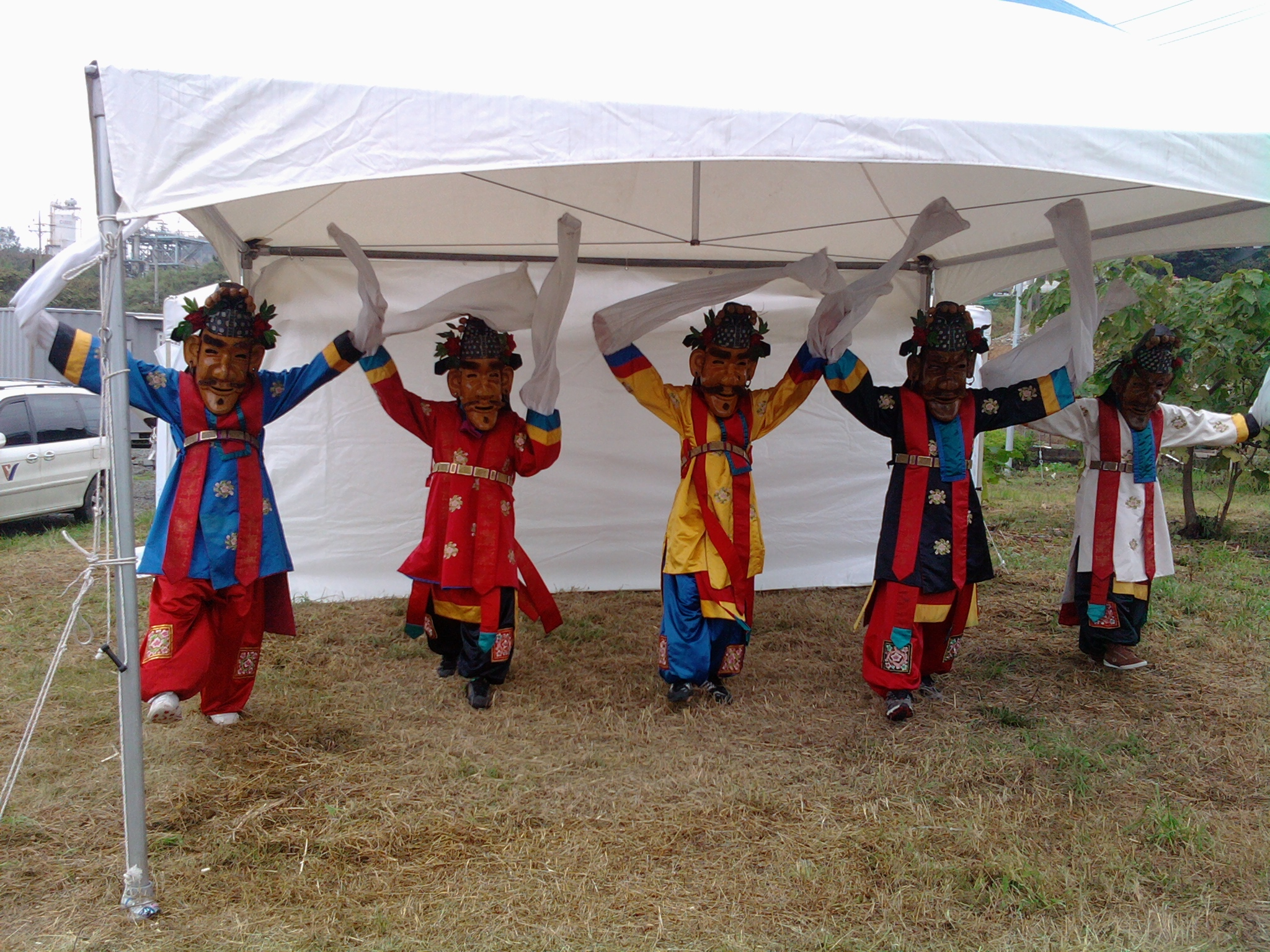
Cshojongmu (Cheoyongmu)-előadás (sámánisztikus maszkos tánc) a modern Koreában

## Csoszon
Az egységes Korea egyik leghosszabb ideig, pontosan 505 évig fennálló állama volt Csoszon (Joseon) (1392–1897). A hosszú időszak alatt számos (köztük az egyik legpusztítóbb, az Imdzsin) háború dúlta fel az országot, amely a későbbiek során is maradandó hátrányt okozott.

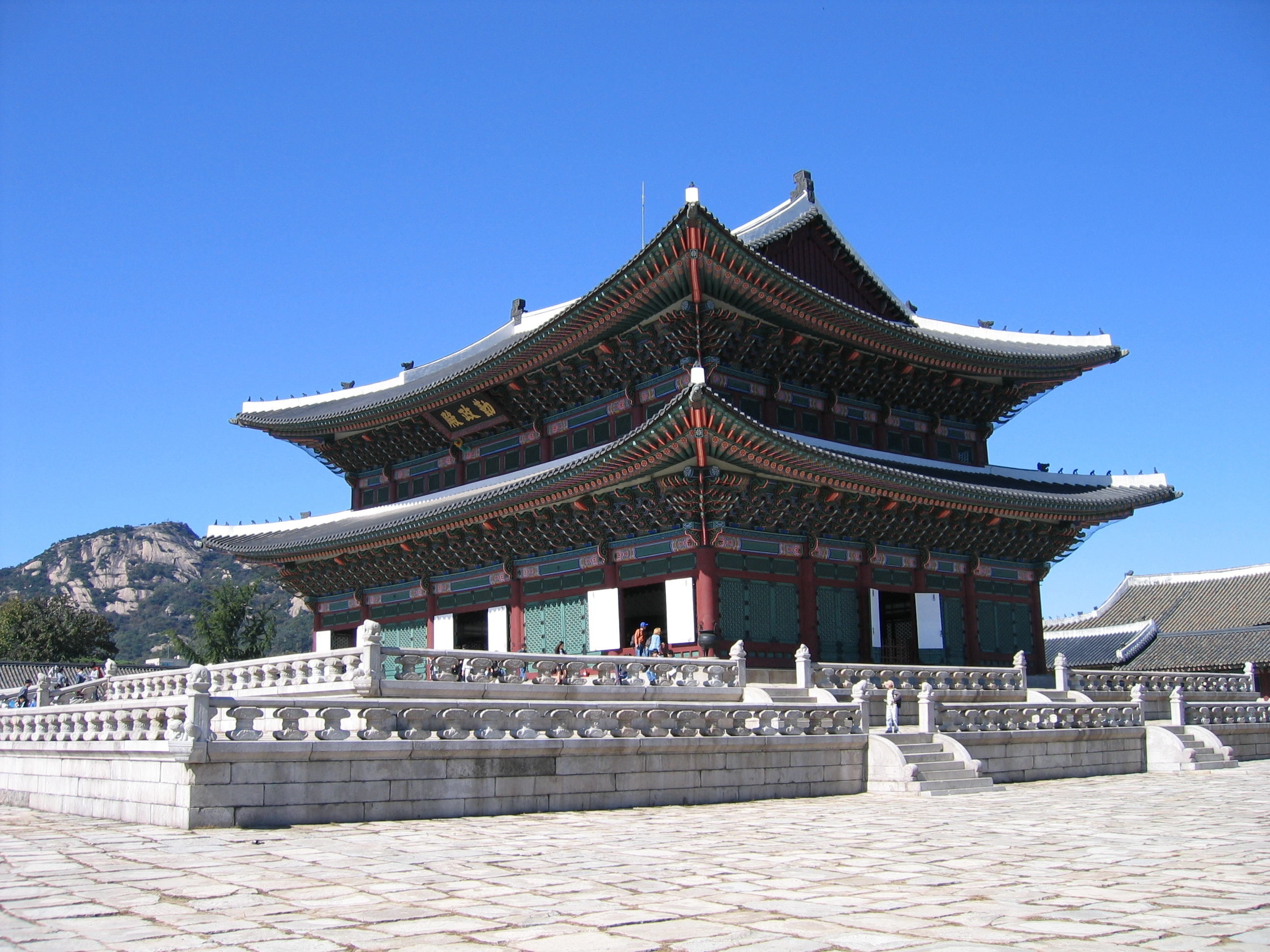
A Kjongbok (Gyeongbok) palota

### A kezdeti időszak

A csoszoni (joseoni) királyi zászló

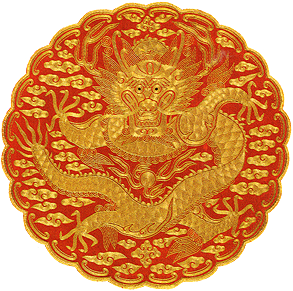
A királyi címer

A csuzimai kalózok támadásainak ismételt fellángolásával egy időben a Kínában létrejött Ming-dinasztia kiűzte a mongolokat, és a korábbi kogurjói (goguryeói) északi területek megszerzéséért megtámadta Csoszont (Joseont). Az ellentámadás vezetője, bizonyos I Szonggje (Lee Song-gye) tábornok – aki a kínaiakkal szimpatizált a mongolok helyett – 1388-ban csapatait a főváros felé irányította, és az udvari nemesi réteget megöletve megkoronáztatta magát. Hivatalosan 1392-ben hozta létre királyságát, Hanszong (Hanseong) (Szöul) központtal. A város köré védőfalat emeltek erős városkapukkal, számos palota is ekkor épült. A közigazgatás és a bürokrácia megreformálása mellett a hadsereg fejlesztése is fontos szerepet kapott; katonai táborokat, erődöket helyeztek a kulcsfontosságú helyekre, jelzőtornyok rendszerének kiépítése történt.
Az ország Szedzsong (Sejong) király (세종대왕) uralma alatt erősödött meg. Az északi határon visszaszorította a dzsürcsiket, és határmegyék és erődök felállítására adott parancsot. Új lőfegyvereiknek köszönhetően a japán kalózokat is sikerült elűznie, majd 1419-ben közel 20 ezer katonával lerohanta a csuzimai támaszpontjukat, hajóikat megsemmisíttette. Továbbá katonai-gazdasági szövetséget kötött a szigeten uralkodó klánnal, amely a koreai kikötők használatárért cserébe vállalta a kalóztevékenység megakadályozását. Virágzott a tudomány, 1443-ban az analfabetizmus felszámolására megalkották a könnyen elsajátítható, tudományos szempontból is kiváló fonetikus koreai ábécét, a hangult, amit azonban a nemesek nem használtak.

### Kultúra, társadalom

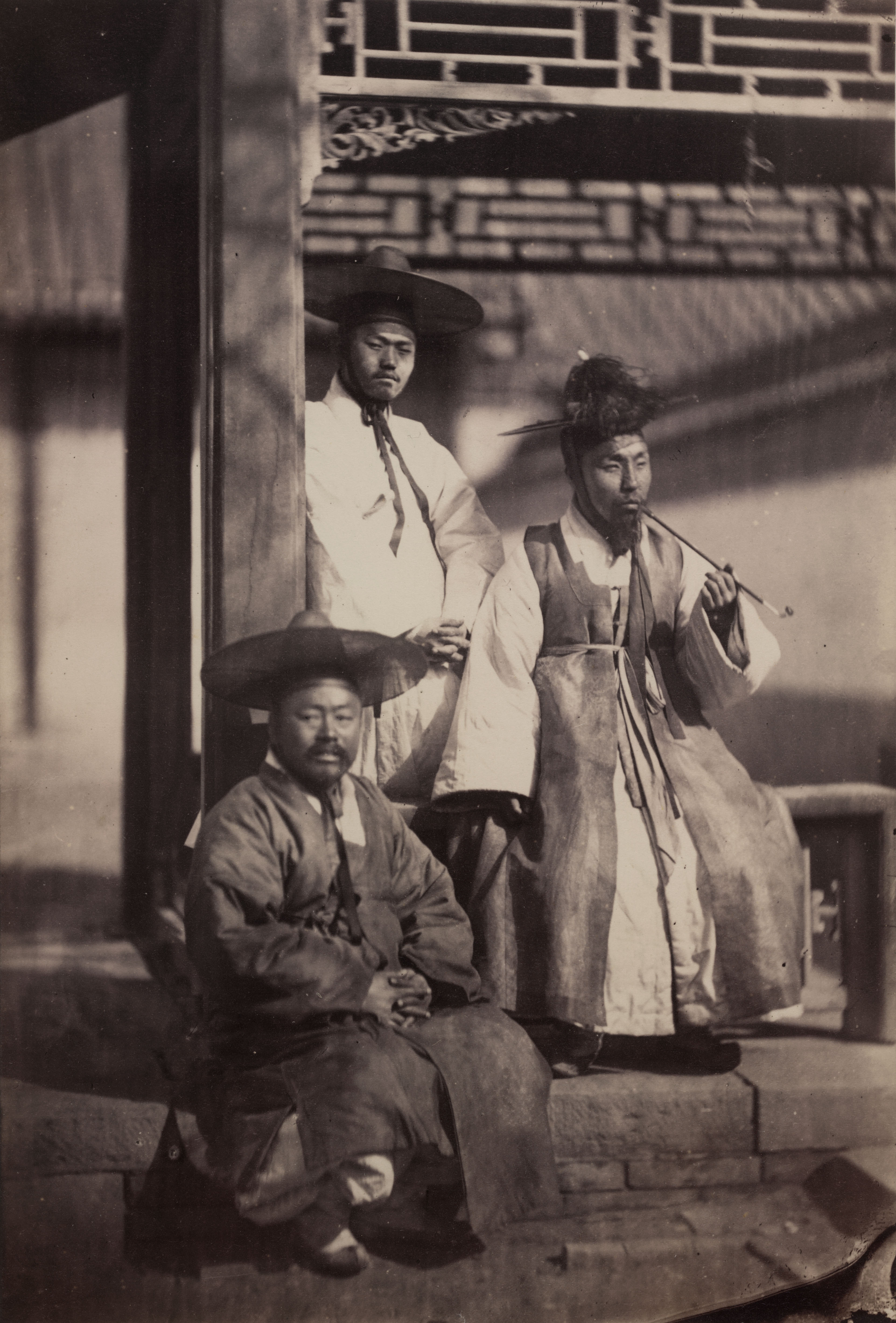
Az egyik legelső koreai fénykép, amely jangban (yangban) férfiakat örökít meg

A mindennapi élet alapját a neokonfucianista eszmék képezték, amelyek hangsúlyozták az erkölcsöt, az igazságosságot és a gyakorlati etikát. A tudományos tanulmányokra való nagy érdeklődés miatt magánakadémiák, iskolák nyíltak. Számos különböző tudományos, teológiai, kulturális megújulás történt a hosszú időszak alatt. A legtöbb dokumentum történelem, földrajz, orvostudomány és filozófiai témakörökben íródott.
Számos kulturális-szociális változás is történt; új társadalmi osztályok, rétegek alakultak ki, különböző jogokkal, ami versengéshez vezetett. Virágzott a tudomány, 1443-ban az analfabetizmus felszámolására elkészült a könnyen elsajátítható, tudományos szempontból is kiváló fonetikus koreai ábécé, a hangul, a nemesek azonban nem használták. A nők abszolút hátrányos helyzetbe kerülése főként a konfucianizmus eszméinek általános, széles körű elterjedésének tudható be, ami a politikai megosztottságnak is egyik domináns oka volt. A sorkötelezettség helyett pénzösszeg fizetése is megengedett volt, ez azonban nem fejlesztésekre lett fordítva. Mindezek következtében Csoszon (Joseon) hadereje jelentősen meggyengült, ami a 16. század végén nagyon súlyos következménnyel járt.

### Külföldi inváziók

#### Az Imdzsin-háború

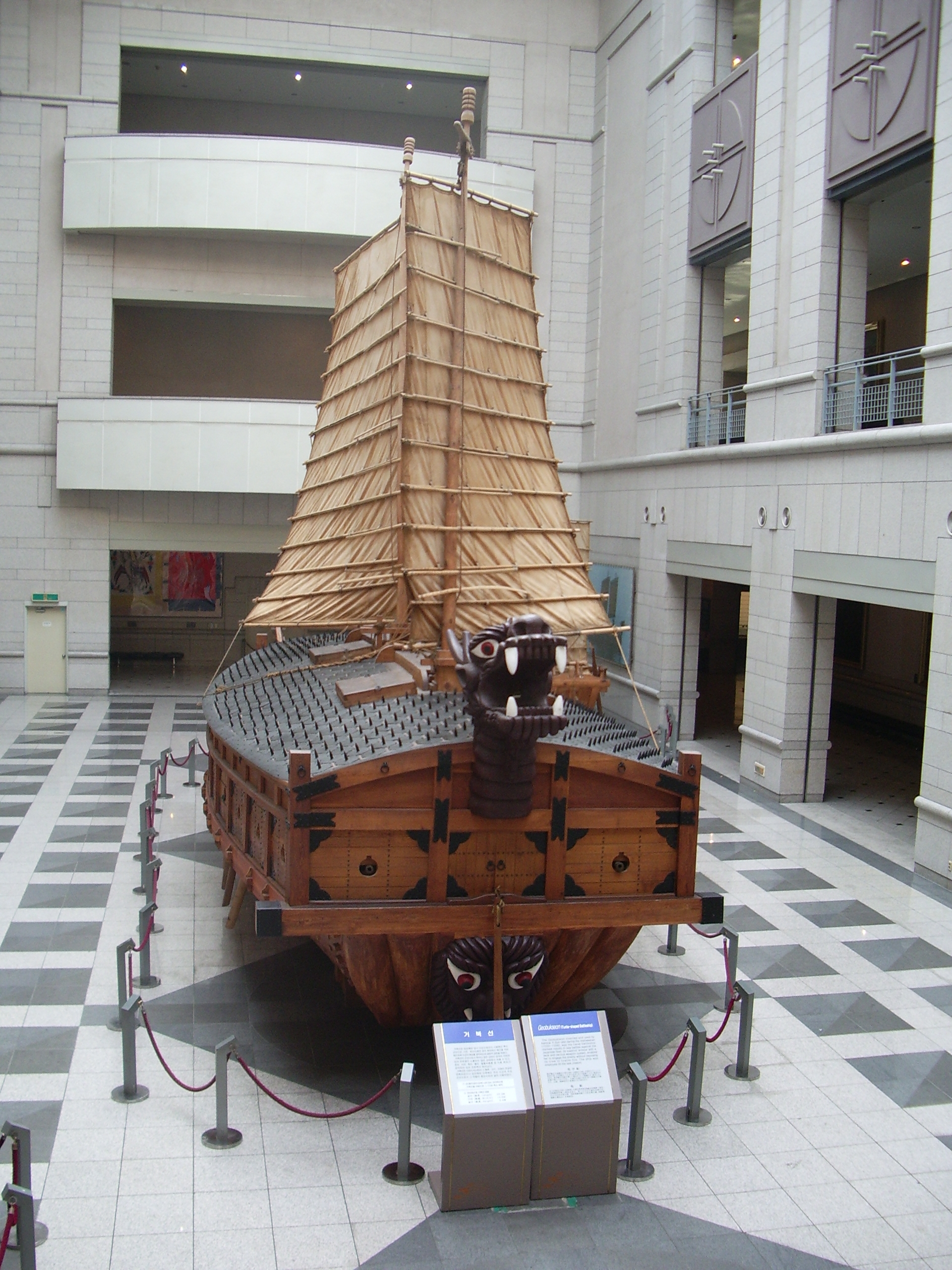
A „teknőshajó”, vagyis a. Oldalát erős, vasból készült páncélzat és tüskék borították

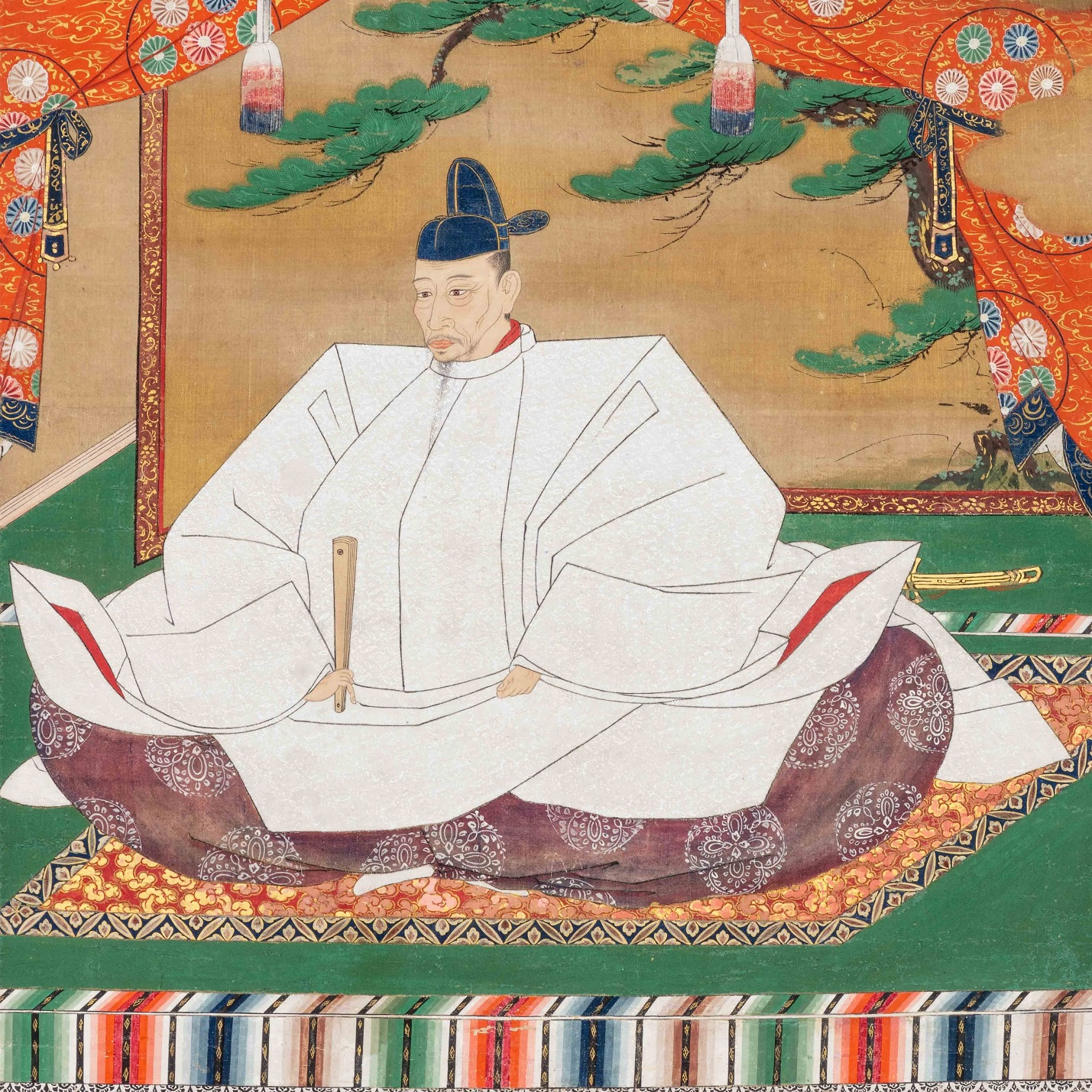
Tojotomi Hidejosi portréja 1598 körül

Tojotomi Hidejosi japán daimjó országa egyesítése során nagyszabású flottaépítésbe fogott. Célja a kínai Ming Birodalom meghódítása volt, amelyhez elengedhetetlenné vált Korea segítsége vagy lerohanása. Miután a hadvezér követe nem ért el eredményt és Szondzso (Seonjo) csoszoni király egy küldöttjére hivatkozva nem kezdte meg az akkor még gyenge sereg felkészítését, 1592 negyedik hónapjában 200 ezer fős japán sereg özönlötte el a félszigetet. Puszan (Busan) kikötővárosnál szálltak partra, majd fejlett fegyverzetüknek köszönhetően (ekkorra már rendelkeztek európai stílusú muskétákkal, a koreaiak viszont még csak hagyományos íjakkal harcoltak) gyors sikereket értek el.
Néhány hónapon belül több csatában is fölényes győzelmet arattak, elfoglalták a fővárost és Phenjant is. A hatodik hónapban már az északkeleti részeken jártak, még a dzsürcsik ellen is támadásokat intéztek. A védekező fél seregei igyekezték elkerülni a komolyabb csatákat, ahol minden bizonnyal felmorzsolódtak volna a túlerőben lévő, sokkal felszereltebb katonákkal való küzdelemben. A számos erőd, katona, hadianyag és több tábornok elvesztése mellett a megszállók rongálása, pusztítása, kegyetlenkedései is hatalmas veszteséget okoztak.
A szárazföldi vereségek után a fordulat a tengereken következett be. Két, viszonylag kisebb koreai flotta egyesülésével annak parancsnokságát a kiváló taktikai érzékkel rendelkező I Szunsin (이순신, I Sun-sin) admirális vette át. A háború alatti első kikötői győzelme után még háromszori komolyabb összecsapásban összesen harmincnál is több ellenséges hajót sikerült elsüllyesztenie, a daimjó nagy bosszúságára. A legfontosabb győzelme 1592 hetedik hónapjában történt a Hanszan (Hansan)-sziget közelében, ahol közel hatvan hajót foglalt el vagy semmisített meg. Abszolút sikere alapjaiban rengette meg a hódítók elképzeléseit.
Győzelme a saját hajói fejlettségének köszönhető. A legkorszerűbb, nagy méretű, stabil, páncélozott, többfedélzetű, és ebből kifolyólag sok embert szállító kobukszonok (거북선, geobukseonok) (teknősbéka alakú hadihajók) ráadásul nagy hatótávolságú hajóágyúkkal voltak felszerelve, mellyel a másik fél még alig rendelkezett. A borulékonyabb japán hajókon a fő fegyverzetet muskéták és kardok alkották.

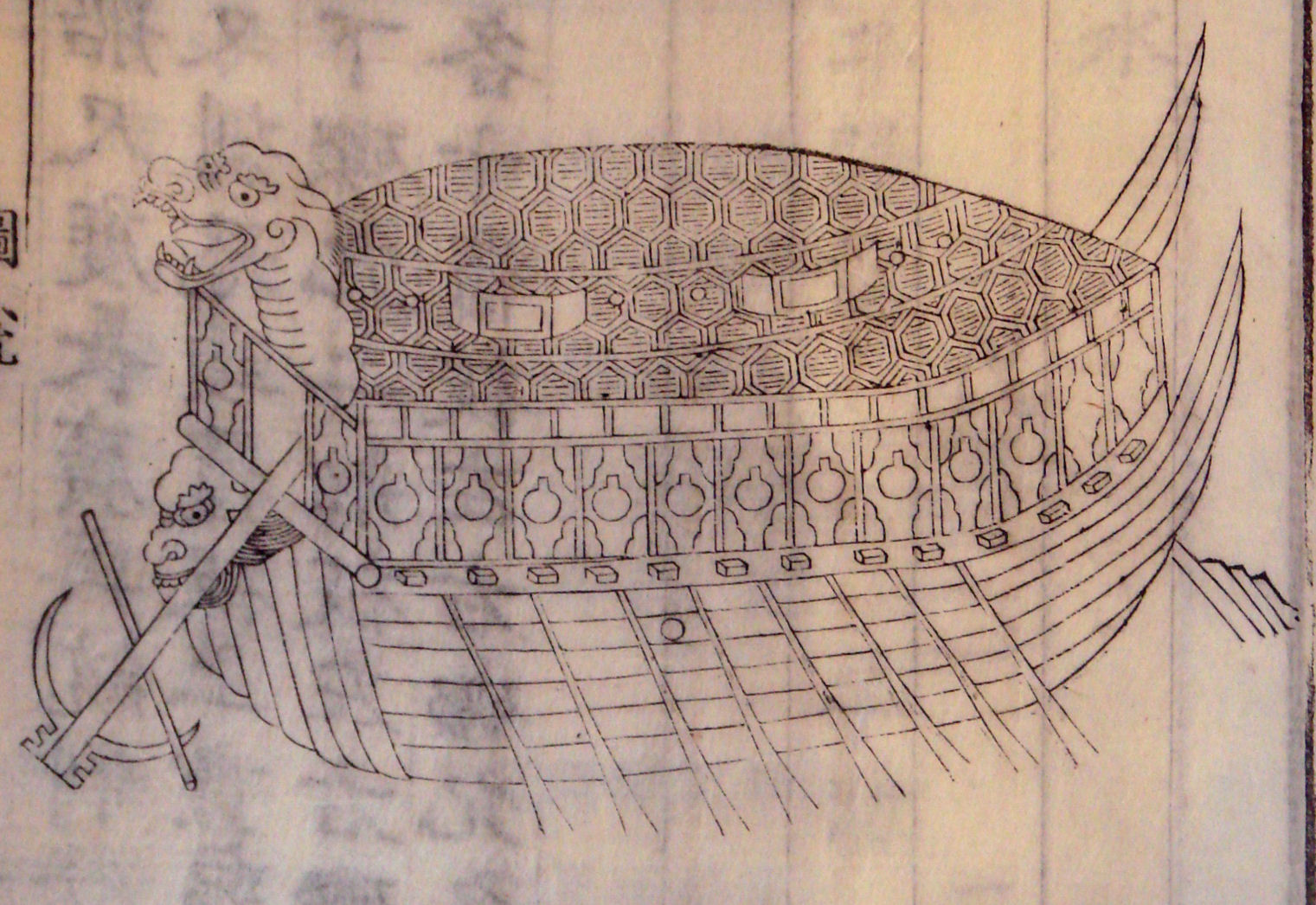
A 16. századi teknőshajó első részletes ábrázolása. A rajz a 18. század végén készült, egy ugyancsak 18. századbeli makett alapján

1592 végén megérkezett a 75 ezer fős kínai erősítés, így az egyesített haderők 1593 elején visszafoglalták Phenjant. Hengdzsu (Haengju) váránál is súlyos vereségeket mértek a japán haderőkre a félelmetes tüzérségi eszközökkel rendelkező erők, jelentős része volt a védelemben a koreai nőknek is.
A harcok az eredménytelen tárgyalások után (ahol még Csoszon (Joseon) kettéosztása is felmerült) változó intenzitással folytak. A támadók a déli részekre szorultak vissza, és négy évig nem történtek csatározások. Egy tengeri kelepce után a koreai hajók nagyrészt megsemmisültek (egy másik parancsnok vezette a flottát a hazaárulással megvádolt admirális helyett), a maradékkal azonban később I Szunsin (Lee Sun-sin) ismét győzelmeket ért el. A több váltakozó kimenetelű csata, és a főváros sikertelen ostroma után Tojotomi Hidejosi halálos ágyán elrendelte csapatai kivonását a területről. Ez meg is történt, viszont a hajóik nagy részét – mintegy utolsó üzenetként – megsemmisítették a szövetséges erők; a háború hős tengeri parancsnoka az ütközet során életét vesztette.

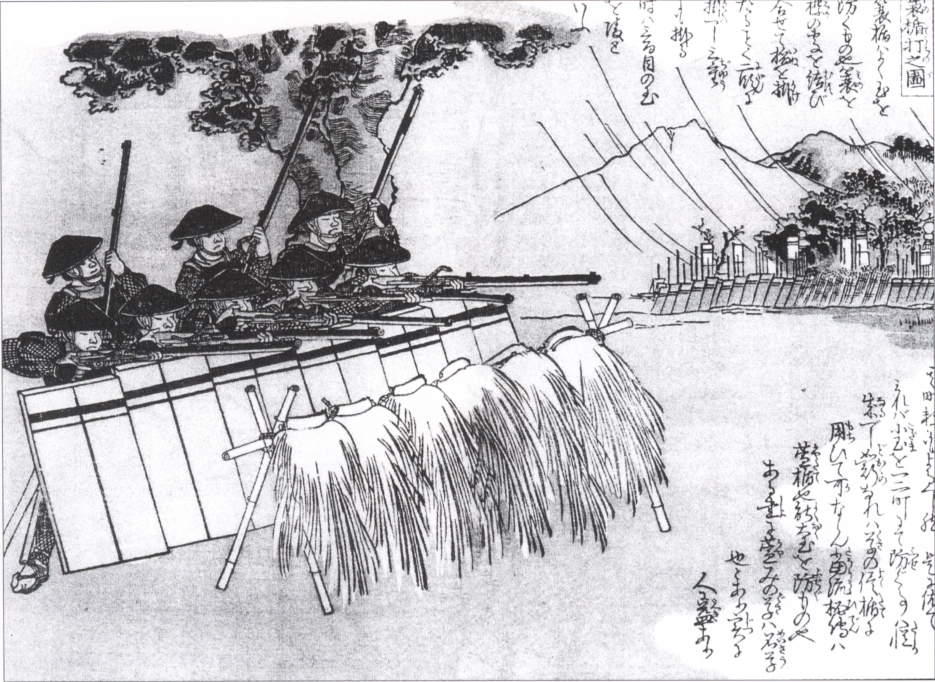
A védőállások mögötti japán asigaru gyalogság, lőfegyverek használata közben
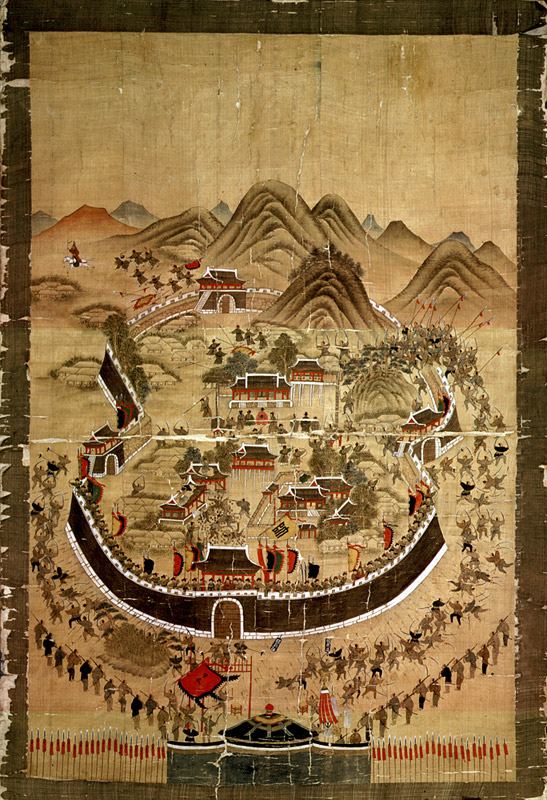
Tongne-pu (Dongnae-bu), azaz Puszan (Busan) ostroma
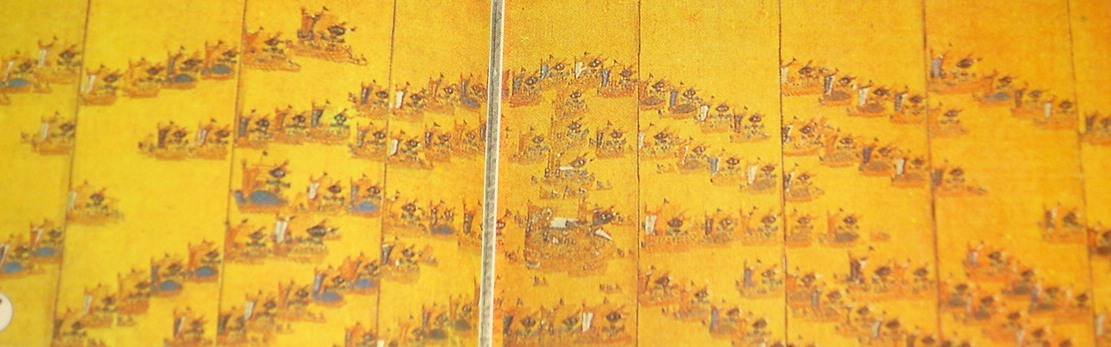
I Szunsin (Lee Sun-sin) hajóinak híres daruszárny-formációja a hanszan (hansan)-szigeti csatában
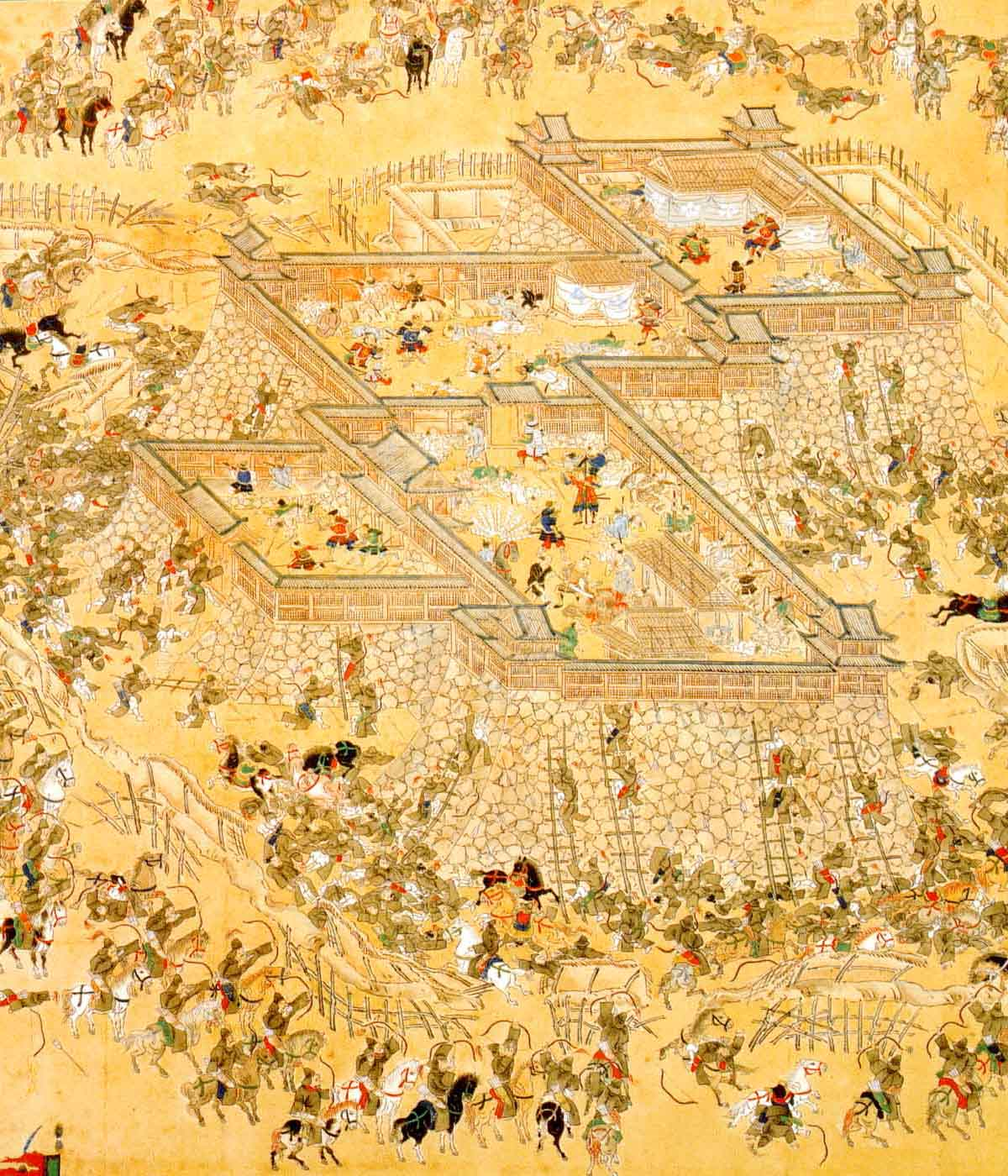
Az ulszani (ulsani) erőd visszaszerzése a japánoktól
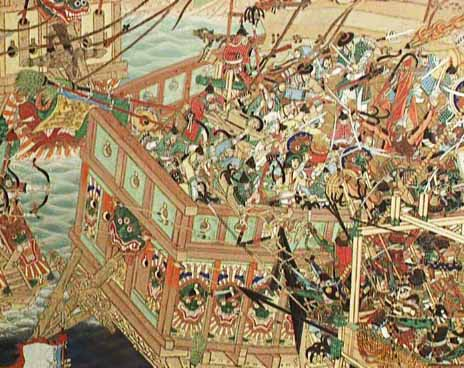
Tengeri ütközet, amelynek során éppen közelharc folyik

#### Mandzsu támadások
A mandzsuk (a dzsürcsik utódai) a 17. század elején létrehozták saját államukat. A koreai király eleinte barátságos viszonyt ápolt az országgal, azonban egy hatalmi átrendeződést követően a Ming Birodalommal együtt szembekerült velük. Így 1627-ben mandzsu invázió érte Csoszont (Joseont), azonban a csapatok rövid időn belül kivonultak. Egy újabb, 1636-os támadás és kényszerű behódolás után Korea elkezdte a mintegy 250 évig tartó teljes bezárkózottság politikáját folytatni, ami miatt nyugaton „Remetekirályságként” kezdtek el utalni rá.
Ekkoriban jutottak el az első európaiak a félszigetre, nagyrészt tisztázatlan körülmények között. A koreaiak fogva tartották és a tökéletes muskéták kifejlesztésével kapcsolatban dolgoztatták őket; csak néhányuknak sikerült megszökniük. A mandzsuk a Csing (Qing)-dinasztia megalapítása után szövetségesként kezdtek tekinteni a koreaiakra, többször is segítséget kértek az orosz terjeszkedés visszaszorítására a 17. század közepén, amelyek sikerrel végződtek.

### Csoszon(Joseon)hanyatlása

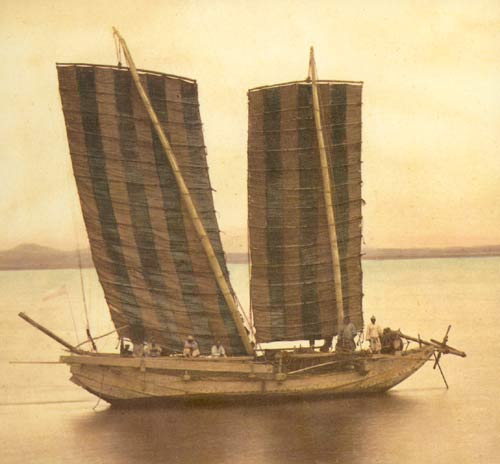
Koreai dzsunka 1871-ből

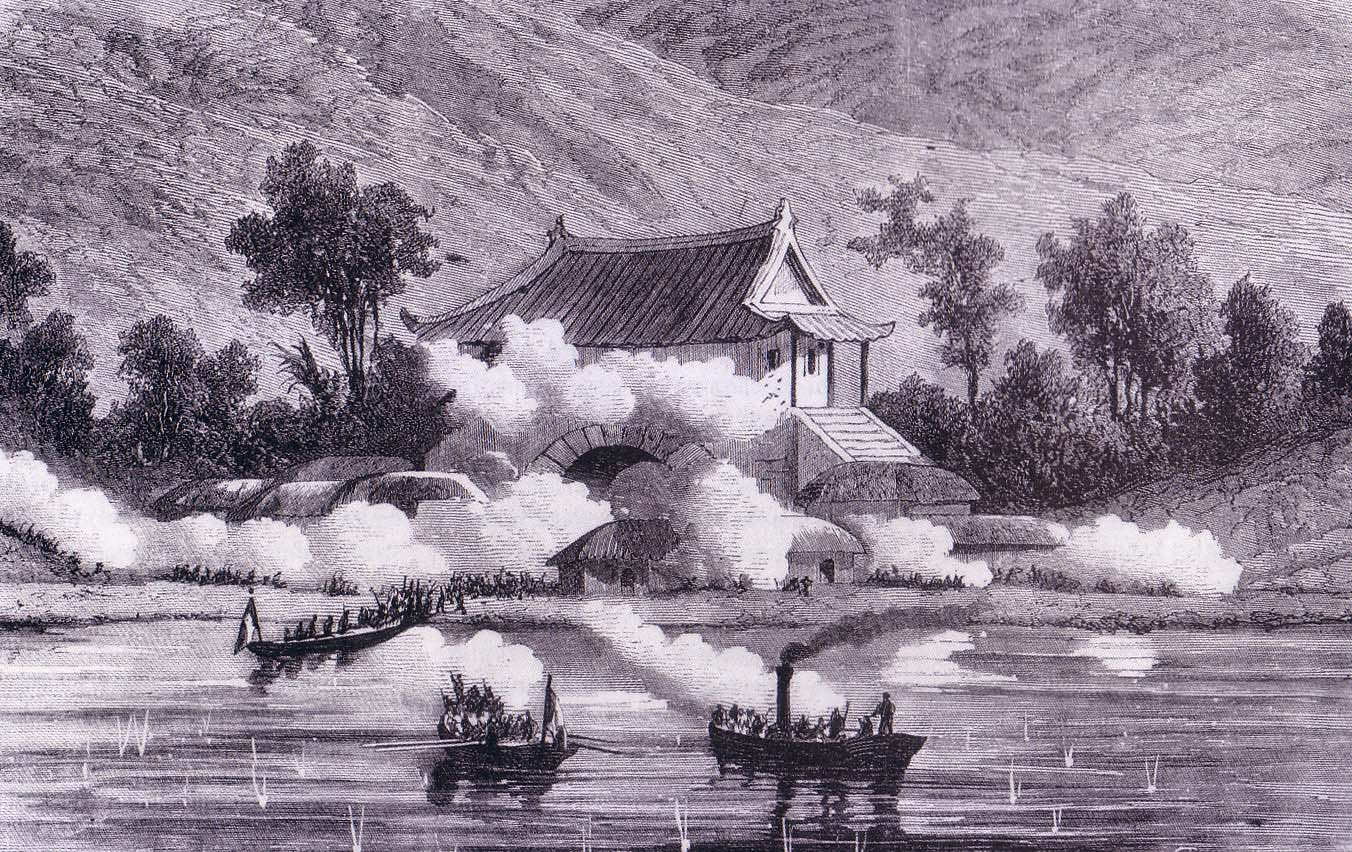
A francia hajók támadása

A 19. század végén az idejétmúlt feudális rendszer kénytelen volt szembenézni a nyugati hatalmak terjeszkedésével, egyre nehezebben tudta fenntartani teljes elszigeteltségét. Az ismeretlen célokkal érkező amerikai Sherman cirkáló és a keresztényüldözés ellen fellépő francia hajók visszaverését nagy győzelemként értékelte a királyi udvar, és folytatta az elszigeteltség politikáját. A döntő csapást az 1875-ben egy japán hadihajó támadása jelentette, mert kikényszerítette egy egyenlőtlen szerződés aláírását, amely három kikötőváros megnyitását és a kereskedelmi elsőbbségeket garantálta a szigetországnak. Ezt később hasonlók követték a jelentősebb nyugat-európai hatalmakkal, illetve Oroszországgal és az Amerikai Egyesült Államokkal is.
Hatalmi harcok kezdődtek Hungszon tevongun (Heungseon Daewongun) (흥선대원군) herceg, az elégedetlenség hatására kinevezett Kodzsong (Gojong) (고종) király és családja között. Állandósultak a belső viszályok és lázadások, gyengült a gazdaság, viszont nőtt az arisztokrácia általi elnyomás az alsóbb rétegekkel szemben.
1882 közepén katonai felkelés kezdődött, amit Imo-incidens (임오군란) néven emleget a történelem. A lázadást egy közkatona vezette, amihez a főváros szegény osztálya is csatlakozott; lerombolták a legtöbb hivatali épületet, behatoltak a palotába és több tisztviselőt is megöltek. Japán erőszakkal hatolt be az országba, leverte a felkelőket, vezetőiket kivégezték. Újabb egyenlőtlen szerződés került aláírásra, amely még nagyobb terhet és hátrányokat rótt Csoszonra (Joseonra); továbbá Kína is benyomult a térségbe, saját érdekeit érvényre juttatva.
A kínai befolyás ellenében egy újabb csoportosulás, a Reformpárt jött létre, amely a szomszédos szigetország mintájára kívánta felszámolni az izoláltságot és teljes megújulást indítani. Palotaforradalmuk azonban két nap alatt kudarcot vallott, vezetőik kénytelenek voltak elmenekülni. A növekvő kínai–japán ellentéteket a tiencsini (tianjini) egyezmény oldotta fel, amely során mindkét fél kijelentette, hogy kivonja csapatait Koreából.

#### Államközi háborúk

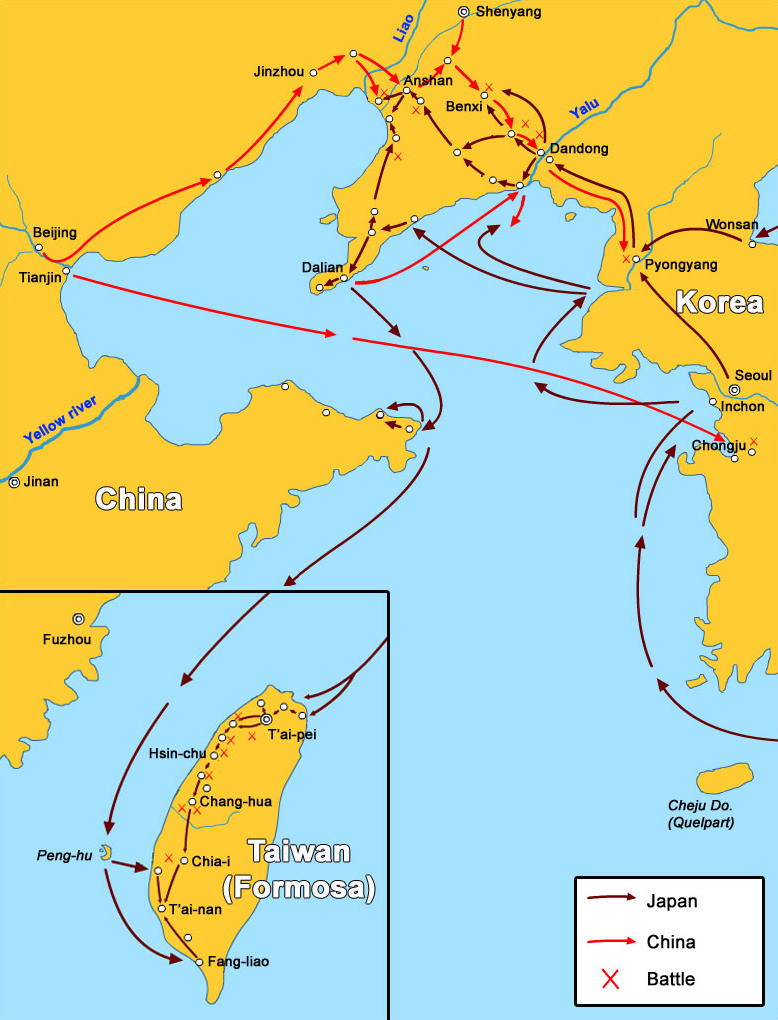
Az első kínai-japán háború hadműveletei

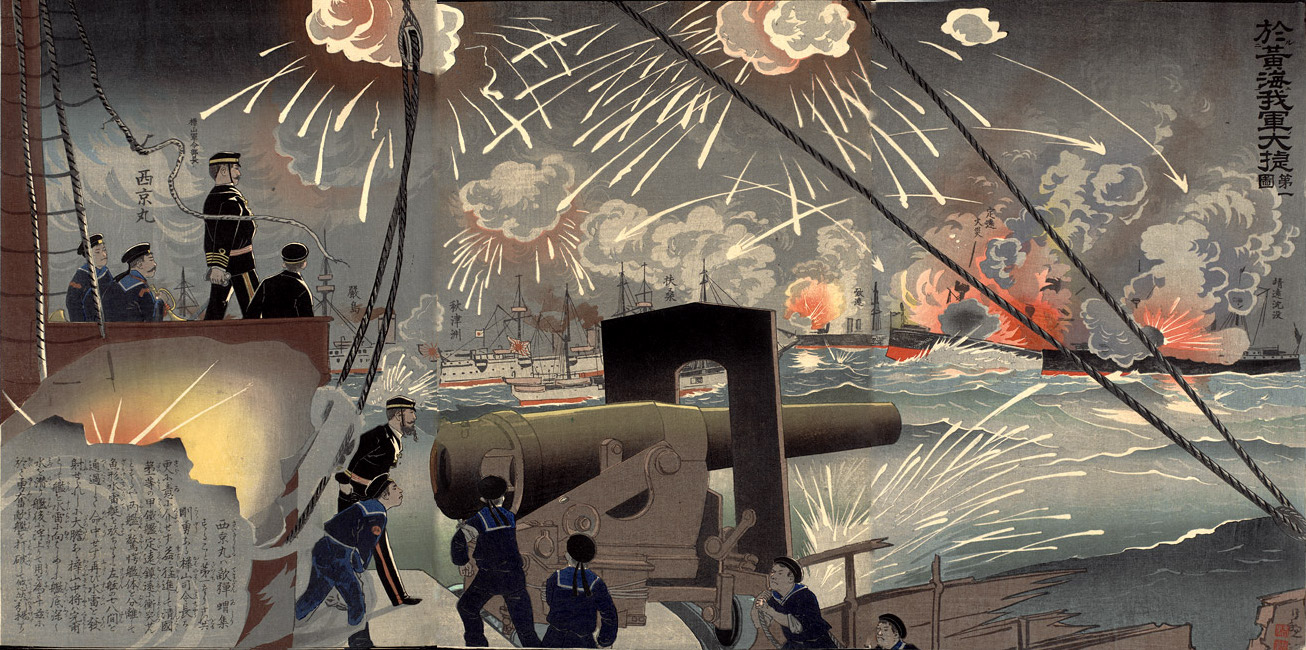
Csata az Amnok-folyón

Egy 1893-as parasztfelkelés során, amit a koreai csapatok egymaguk már nem tudtak elfojtani, kínai segítséget kértek. A 3000 katona bevonulását Japán a két ország közti szerződés megszegésének tekintette, ezért hadat üzent. A hajón érkező kínai erősítést szétzúzták, és további szárazföldi csatákban a félszigeten lévő erőket is kiszorították. Egy újabb csoszoni (joseoni) lázadás elfojtása, az Amnok-folyón lezajlott győztes ütközet és Port Arthur erődjének elfoglalása után a jóval fejlettebb Japán haderő fölényes győzelmet aratott. A háborút a simonoszeki béke zárta le, amelyben a vesztes hatalom lemondott a Korea feletti hűbéri jogáról.
A továbbra is a kínaiakkal szimpatizáló nemesség megbuktatta a japánbarát minisztereket, mire válaszul egy bérgyilkost küldtek a palotába, aki megölte Min királynét. Kodzsong (Gojong) az orosz követség épületébe menekült, a két ország között tárgyalások kezdődtek, és hamarosan szövetség épült ki (amely azonban korántsem volt olyan erős, mint amilyet Korea akart). Oroszország kölcsönt folyósított Csoszonnak (Joseonnak), tanácsadókat és kiképzőtiszteket küldött egy önálló, de kis létszámú hadsereg kiképzésére.

## Koreai Császárság

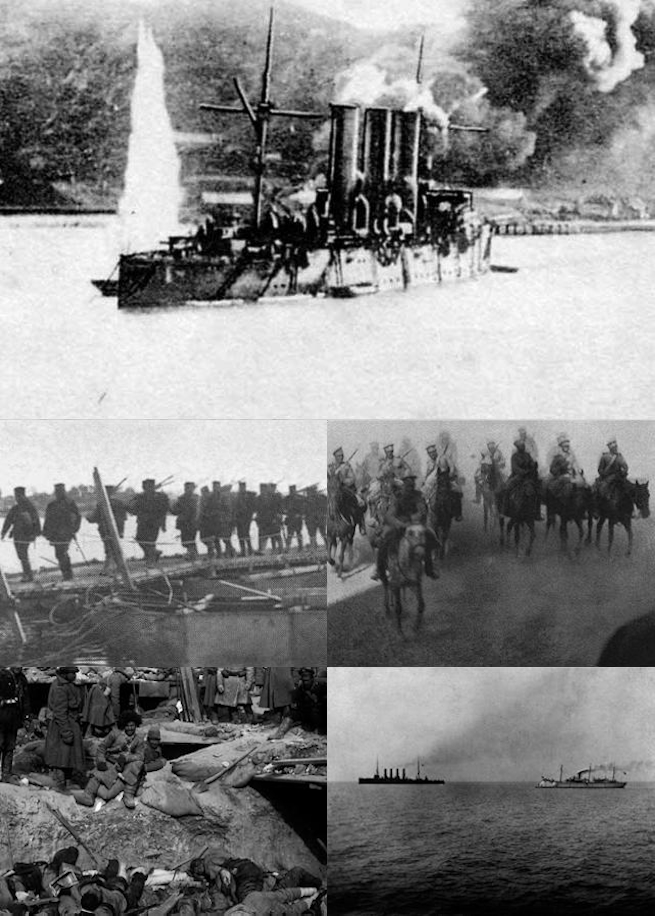
Képek az orosz-japán háborúból

Diplomáciai változások okán a Kodzsong (Gojong) király elhagyta az orosz követség épületét, és a neki épített palotába költözött. Felvette a császári címet, így az ország neve is megváltozott, Koreai Császárság lett. Az új állam hazaküldte az orosz tanácsadókat és tiszteket, majd az Oroszország és Japán közti tárgyalások eredménytelensége miatt 1904 áprilisában kitört a háború.
Korea felállított egy sorozóintézményt, amely azonban megfelelő anyagi háttér nélkül nem működhetett megfelelően. Nem sikerült megegyezésre jutnia a japánokkal folytatott tárgyalások során sem.

A portsmouthi békeszerződés résztvevői

A japán hajók gyors támadásokat intéztek orosz hadihajók és Port Arthur kikötője ellen, amit elfoglaltak és több hajót elsüllyesztettek. A szárazföldi előrehaladás is hasonló léptékű volt, a döntő ütközetre az Amnok-folyónál került sor, ami teljes orosz vereséggel végződött; a fordulatként szánt újabb hajóraj megsemmisülése pedig végképp megpecsételte a helyzetet.
Így bár a további hadműveletek során a rivális szigetország hatalmas károkat szenvedett, sikerült biztosítania uralmát a félszigeten. A portsmouthi békeszerződés során továbbá számottevő területeket, többek között Port Arthurt is sikerült megszereznie, biztosítva teljes elsőbbségét.
1905. november 17-én Japán protektorátusi szerződést erőszakolt rá a Koreai Császárságra, ami erősen korlátozta az ország külpolitikai lehetőségeit, nem tarthatott fenn kapcsolatokat más országokkal. A japán hatóságok és különböző hivatalok Itó Hirobumival  az élen szinte teljhatalommal rendelkeztek a belpolitikai ügyek terén is.
Több nemes tiltakozásként öngyilkosságot követett el, amelynek hatására lemondatták a császárt, helyére fiát ültették, aki Szundzsong (Sunjong) néven uralkodott, mindössze három évig. 1910. augusztus 22-én a Japán Birodalom ugyanis teljesen bekebelezte és saját tartományává nyilvánította Koreát.

## Japán megszállás

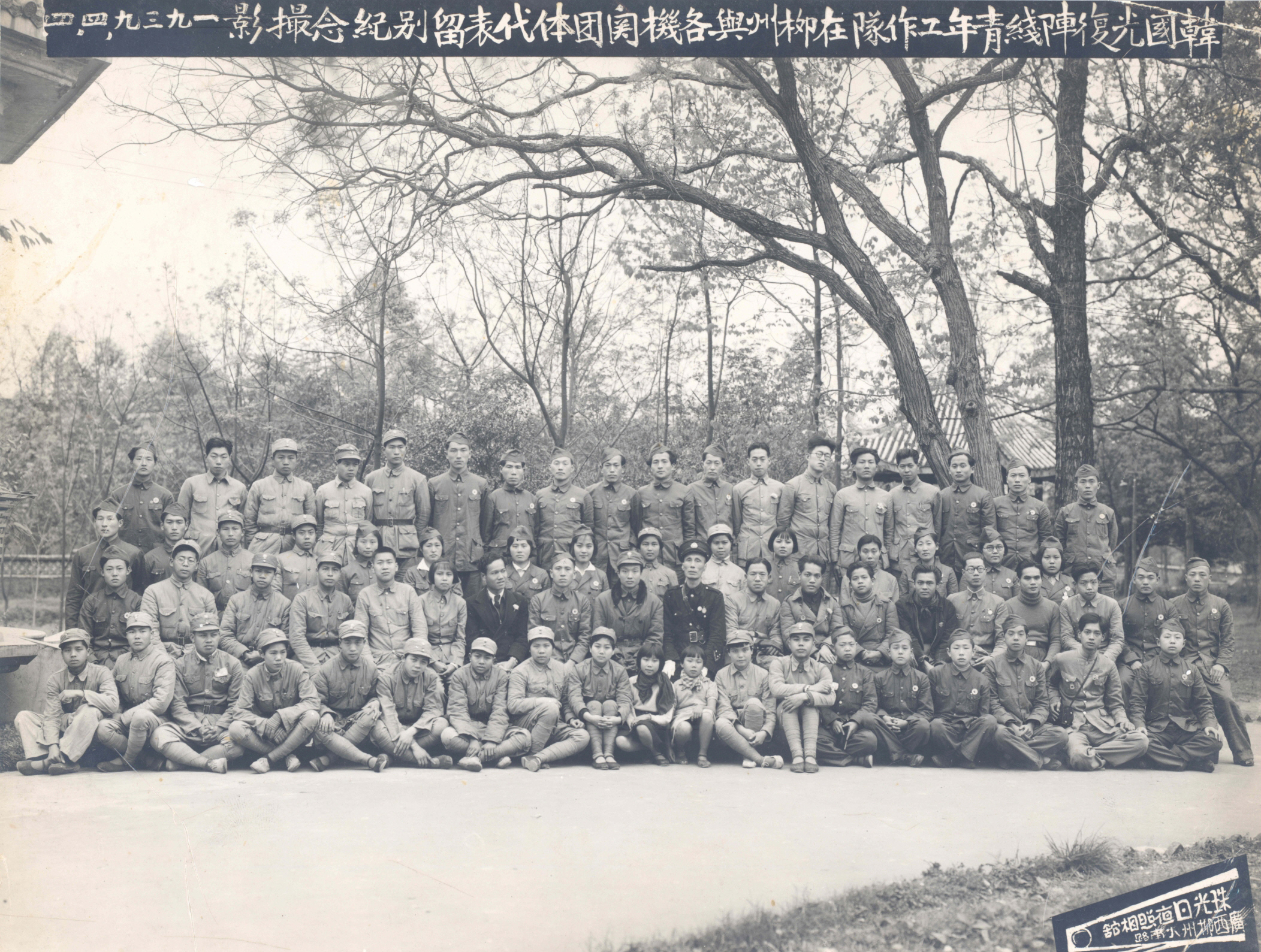
A Felszabadító Hadsereg

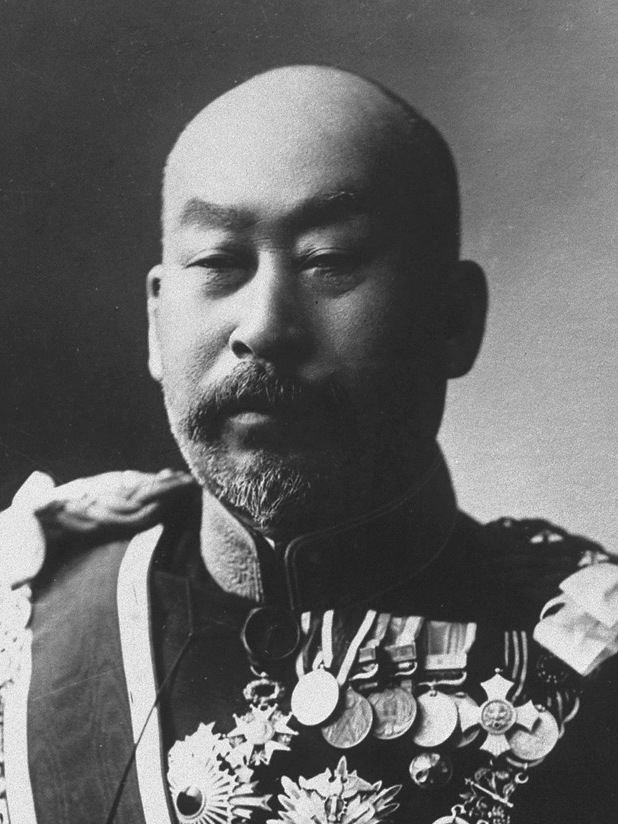
Teraucsi Maszatake koreai helytartó

A nagyhatalmak az annexiót nem ellenezték, szinte tudomást sem vettek róla. Az ország gyarmatosítása miatt  rengeteg koreai partizánnak állt, sorra jöttek létre az ellenállási mozgalmak. Ezek főként Mandzsúria (Mandzsukuo bábállam) és a Koreai-félsziget határán tevékenykedtek, rajtaütéseket szerveztek a helyőrségek, japán létesítmények ellen. A japánok a Koreai Hadsereg szervezetére bízták a függetlenségi mozgalmak felszámolását. Ennek részleges sikere után a túlélők a Szovjetunió távol-keleti területeire menekültek, mivel sok volt köztük a kommunista nézeteket valló, azzal szimpatizáló személy. Az oroszországi polgárháború végeztével a fehérek közül sokan a félsziget területére vándoroltak, ahol a kommunistaellenes megszállókat támogatták.

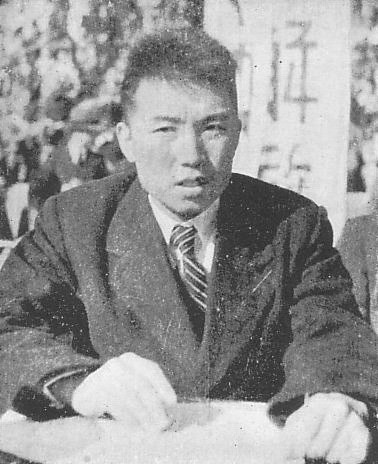
A fiatal Kim Ir Szen 1946-ban

A koreai területeken is folyamatos demonstrációk, munkabeszüntetések zajlottak. Az egyik legnagyobb tüntetés a március elsejei mozgalom volt 1919-ben, amikor is több mint 300 ezer ember vonult az utcára a függetlenségi nyilatkozat támogatása érdekében, Kodzsong (Gojong) császár temetése alkalmából. Másnap országszerte harcok kezdődtek, amelyeket a japánok csak nagy katonai erőkkel tudtak elfojtani. Ezután egy megtévesztő, az elégedetlenség csökkentését megcélzó „széleskörű reformprogram” kezdődött, ám ez nem volt több demagóg propagandánál.

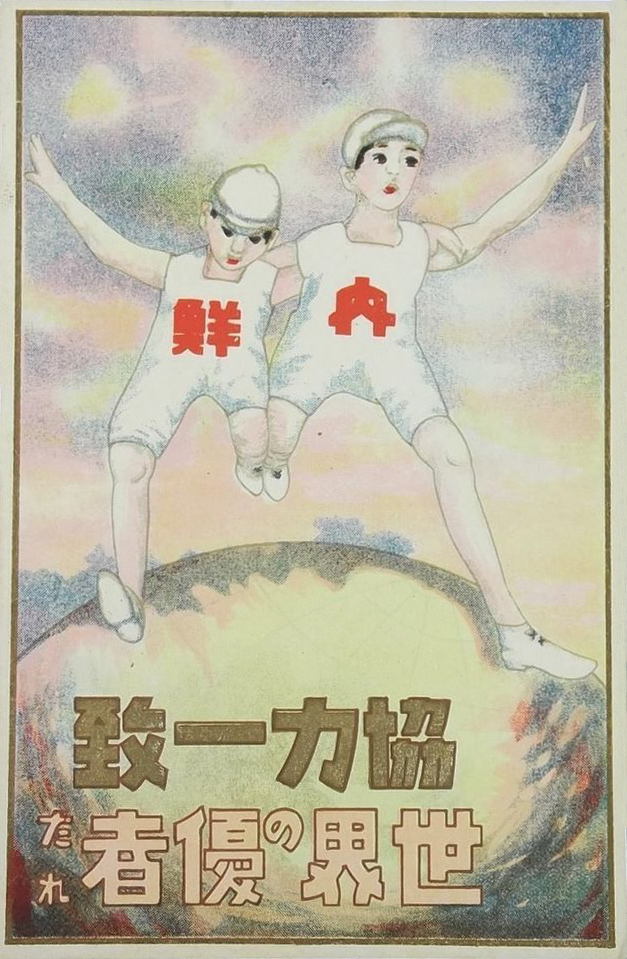
A koreai-japán egységet és testvériséget népszerűsítő propagandaplakát

1919-ben Sanghaj (Shanghai)ban jobboldali emigránsok egy csoportja Li Szin Man (I Seungman) vezetésével megalapította az Ideiglenes Kormányt és a Felszabadító Hadsereget, amely hadat üzent a megszállóknak és szövetségesüknek, Németországnak is. Tagjaik több merényletet is elkövettek befolyásos japán vezetők ellen. Az egyik során két magas rangú tisztviselő is meghalt, többen súlyosan megsérültek.
A második világháború kitörésekor katonai táborok, repülőterek, leszállópályák létesültek a térségben. Megkezdődött a hadiipar, illetve a kohászat, a vegy- és nehézipar, a bányászat fellendítése, ami azonban a rossz kivitelezés miatt meghiúsult. További hátráltató tényezőt jelentettek az állandó szabotázsok is. Bevezetésre került a kötelező munkaszolgálat, koreaiak tömegeit hurcolták el, kényszermunkára kötelezték, megalázták őket. Aki ellenkezett az intézkedésekkel szemben, azt gyakran börtönbe vetették vagy kivégezték. Nagyon sok nőt Japánba szállítottak, ahol prostitúcióra kényszerítették őket.
Ugyanakkor számos kollaboráns állt be a szigetország hadseregébe; számuk a kényszersorozottakkal együtt több százezerre tehető. A kínaiaknak és a szovjeteknek is voltak kisebb-nagyobb katonai konfliktusaik a szigetországgal, így folyamatos készültségben volt mindhárom fél hadereje a térségben.
Közben a hit is számos változáson ment keresztül. Az 1880-as évektől kezdődően keresztény hittérítők jelentek meg, akik a protestáns, evangélikus vagy katolikus vallásokat hirdették. A megszállás alatt a kereszténység a Japán- és a sintóellenesség szimbólumává vált. 1934-ben már több mint 168 ezer protestáns és 147 ezer katolikus élt Koreában.

## A félsziget kettéosztása

A háború terjedése: észak-koreai, kínai és egyéb kommunista erők: piros; dél-koreai, USA- és ENSZ-erők: zöld

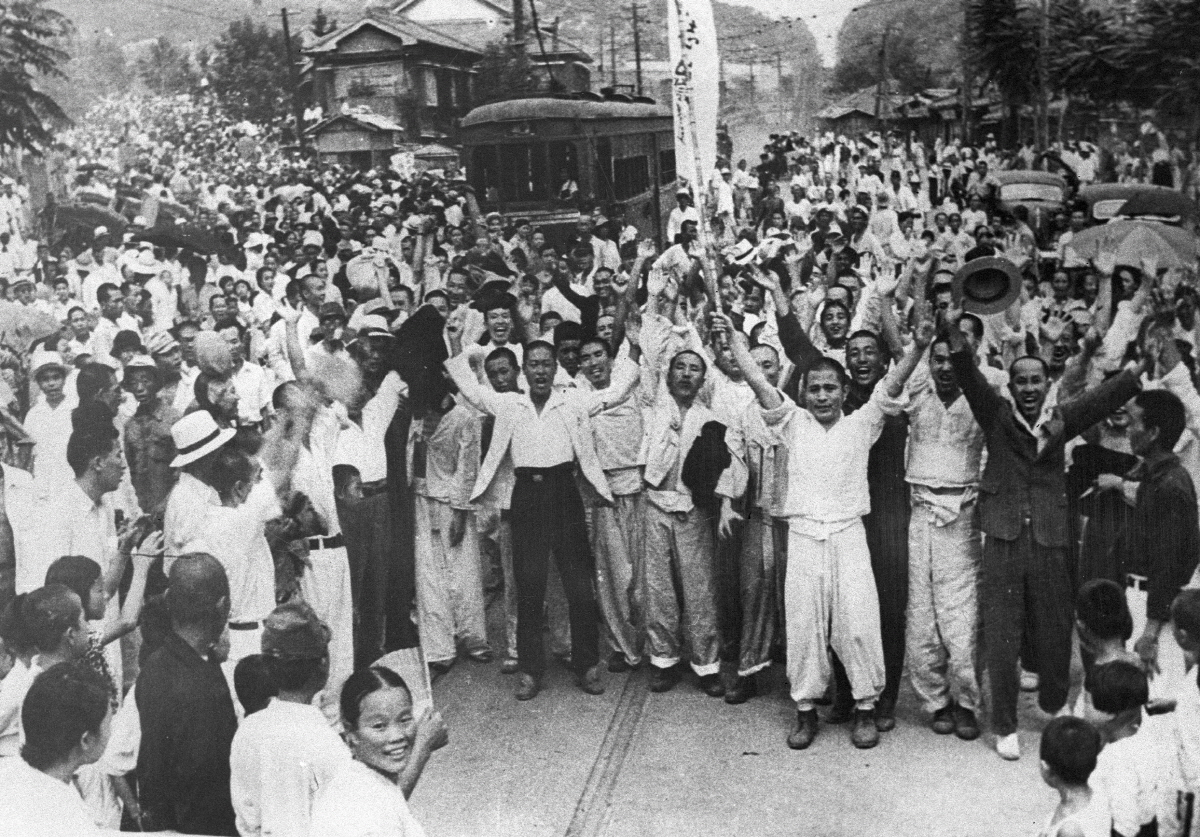
Korea felszabadítása

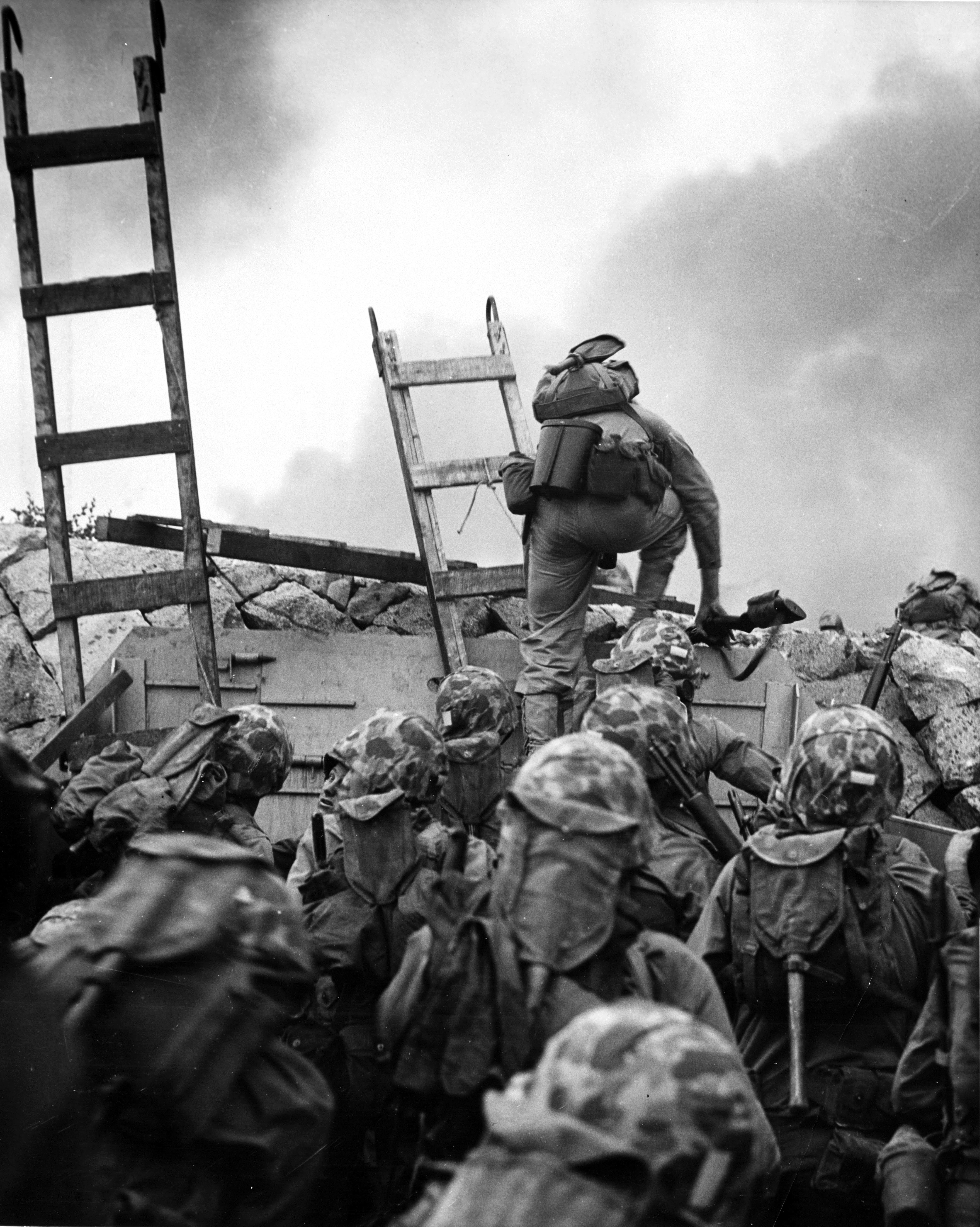
Amerikai tengerészgyalogosok előrenyomulása Incshon (Incheon) térségében, a koreai háború során

A nagyhatalmak vezetői konferenciáikon abban állapodtak meg, hogy idővel egységes, önálló Koreát hoznak létre, és csak ideiglenesen osztják szét a félszigetet a 38. szélességi foknál. 1945-re a japánok, uralmuk végét látva, koreai vezetésű közigazgatási bizottság létrejöttét kezdeményezték.
Augusztus 9-én a Vörös Hadsereg megkezdte a bevonulást az északi részekre, és egy hét alatt felszámolta az idegen uralmat. Az addigi politikai ellenzékkel az élen kikiáltották a Koreai Népköztársaságot, amely fokozatosan átvette a kormányzati feladatokat. Ezt az amerikaiak a kommunista befolyás miatt szovjet provokációnak tekintették, és saját övezetükben 1946 februárjában törvényen kívül helyezték. Az USA csapatai csak a fegyverletétel után, szeptember 8-án szálltak partra, így szinte egyáltalán nem ütköztek ellenállásba.
Míg a szovjet övezetben szigorú felelősségre vonás történt a kollaboránsokkal szemben, térítésmentes földreformokat hajtottak végre és a külföldi tulajdonokat államosították, addig ez délen nem volt elmondható. A felelősségre vonás teljes hiánya mellett a korábban japánbarát tisztviselőket nevezték ki a legfontosabb posztokra, amit csak az általános tiltakozás tudott visszafordítani. Földosztást is csak később, és akkor is térítés ellenében hajtottak végre, az országban bőven maradt külföldi tulajdon.
Északon kommunista vezetés alakult ki, délen viszont törvényen kívül helyezték a szélsőbaloldali pártokat, tagjaikat és szimpatizánsaikat üldözték. A nézet- és érdekellentétek következtében a kezdetben tervezett egységes állam létrehozására nem kerülhetett sor. 1948-ban létrejött a déli Koreai Köztársaság Li Szin Man diktátori vezetésével (aki körülbelül százezer kommunista gyanús személyt végeztetett ki), északon pedig megalakult a Koreai Népi Demokratikus Köztársaság Kim Ir Szen (Gim Il-seong) (김일성) úgyszintén diktátori vezetésével. Bár a kettéosztás ideiglenes lett volna, a nemzetközi politikai helyzet drasztikus változása és az ideológiai ellentétek nem engedték meg az újraegyesítést. Az USA az ENSZ kezébe adta a döntés lehetőségét, ezt azonban a szovjetek nem ismerték el, így csak a Koreai Köztársaságban tartottak választásokat 1948-ban.
A három éven át tartó koreai háború (1950–1953) során a határok véglegessé váltak. Az 1953. július 27-én aláírt panmindzsoni fegyverszüneti egyezmény értelmében a 38. szélességi fok mentén létrejött egy 4 km széles demilitarizált övezet, amelyet a mai napig (2016) mindkét fél tiszteletben tartott. A háború után a béke nem köttetett meg, csak egy fegyverszüneti nyilatkozat lépett érvénybe, amit az északi fél 2013. március 13-án, Dél-Korea ellenséges intézkedéseire hivatkozva felmondott, így a két ország hivatalosan még ma is háborúban áll egymással.

## Észak- és Dél-Korea
1960-ban Li Szin Man konzervatív diktatúráját egy népi felkelés döntötte meg, és az utána következő kormány tehetetlensége miatt Pak Csong Hi (Bak Jeonghui) (박정희) tábornok vezetésével katonai diktatúra kezdődött, ami azonban pozitív hatást gyakorolt az ország gazdaságára. 1987-től a gazdaság még intenzívebben fejlődött, így mára a déli országrész a Távol-Kelet „kistigriseinek” egyikévé vált.
Ezzel szemben Észak-Koreában a gazdaság nem fejlődött gyorsan, és elegendő termőterület hiányában, illetve szerencsétlen egybeesések folytán eladósodott. Bár a kelet-európai és oroszországi rendszerváltás és Kim Ir Szen 1994-es halála az ország gazdaságát nagyon érzékenyen érintette,  a dzsucse eszmerendszeren alapuló rezsimnek sikerült fennmaradnia. Egyedül itt valósult meg az „örökléses kommunizmus”, mivel a vezetőt fia, Kim Dzsongil (Gim Jeong-il) (김정일) követte, az ő 2011-es halálával pedig legfiatalabb fia, Kim Dzsongun (Gim Jeong-eun) (김정은) vette át a hatalmat. A délen kialakult parlamentáris demokráciával szemben itt még mindig a személyi kultusszal övezett, tekintélyuralmi-diktátori rendszer van életben. Az eddig teljesen elzárkózó ország mostanra azonban már eljutott arra a pontra, hogy kénytelen csökkenteni izoláltságán és nyitni a külvilág felé.

Kim Ir Szen hivatalos, posztumusz portréja
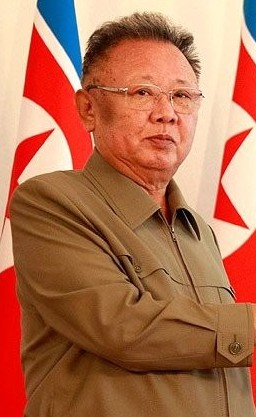
Kim Dzsongil (Kim Jeong-il) 2011-ben
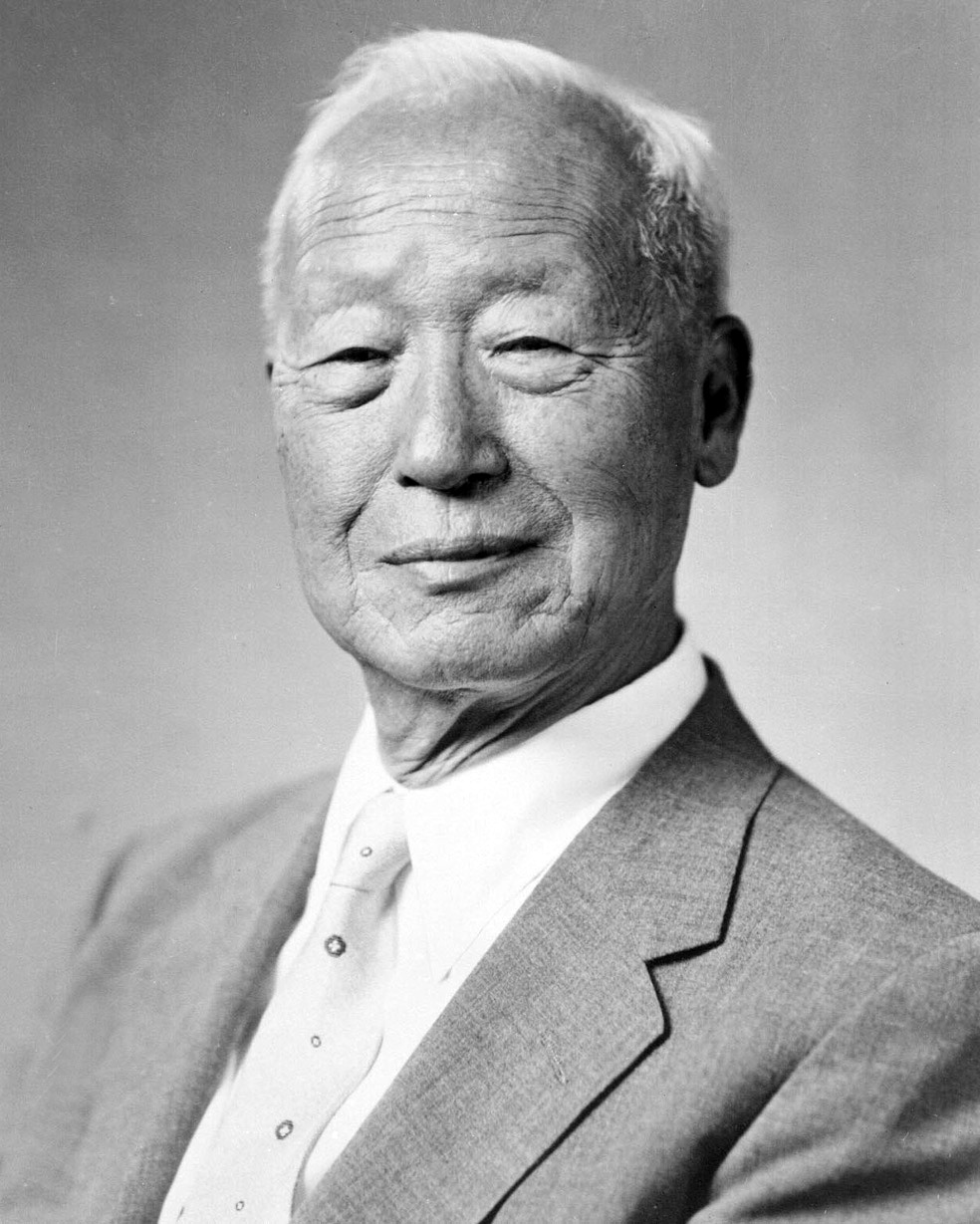
Li Szin Man 1956-ban
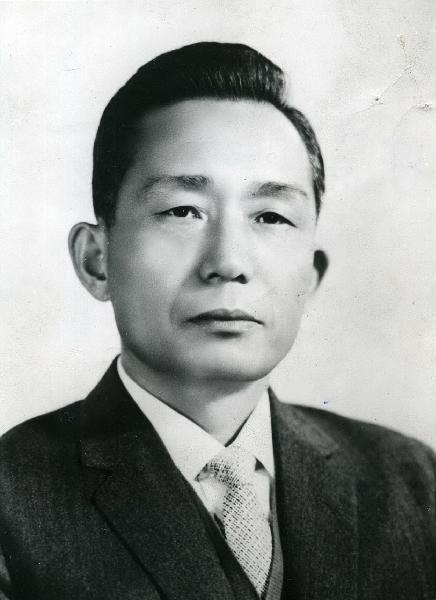
Pak Csong Hi 1963-as portréja
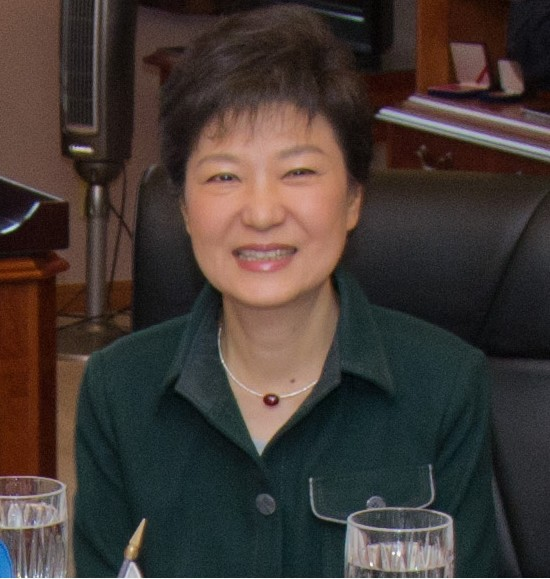
Pak Kunhje (Bak Geunhye), Dél-Korea első női elnöke